# Список эпизодов телесериала «Супергёрл»
Список эпизодов американского телесериала «Супергёрл», премьера которого состоялась 26 октября 2015 года. Сериал создан Грегом Берланти, Эли Адлер, Эндрю Крайсбергом и Warner Bros. Television и основан на персонаже DC Comics Супергёрл, которая является кузиной Супермена и одной из выживших с планеты Криптон.

## Обзор сезонов
| Сезон | Серии | Серии | Даты показа     | Даты показа     | Даты показа | Ранк | Среднее кол-во зрителей (в миллионах) |
| Сезон | Серии | Серии | Первая серия    | Последняя серия | Канал       | Ранк | Среднее кол-во зрителей (в миллионах) |
| ----- | ----- | ----- | --------------- | --------------- | ----------- | ---- | ------------------------------------- |
| 1     | 20    | 20    | 26 октября 2015 | 18 апреля 2016  | CBS         | 39   | 9.81                                  |
| 2     | 22    | 22    | 10 октября 2016 | 22 мая 2017     | The CW      | 129  | 3.12                                  |
| 3     | 23    | 23    | 9 октября 2017  | 18 июня 2018    | The CW      | 154  | 2.82                                  |
| 4     | 22    | 22    | 14 октября 2018 | 19 мая 2019     | The CW      | 169  | 1.67                                  |
| 5     | 19    | 19    | 6 октября 2019  | 17 мая 2020     | The CW      | 118  | 1.58                                  |
| 6     | 20    | 20    | 30 марта 2021   | 9 ноября 2021   | The CW      | 140  | 1.17                                  |

## Список серий

### Сезон 1 (2015—2016)
| № общий | № в сезоне | Название                                                                                  | Режиссёр         | Автор сценария                                                                    | Дата премьеры      | Зрители в США (млн) |
| --- | ---------- | ----------------------------------------------------------------------------------------- | ---------------- | --------------------------------------------------------------------------------- | ------------------ | ------------------- |
| 1 | 1          | «Пилотная серия» «Pilot»                                                                  | Глен Уинтер      | Сюжет: Грег Берланти, Али Адлер и Эндрю Крайсберг Телесценарий: Али Адлер         | 26 октября 2015    | 12,96               |
| Перед разрушением Криптона, родины Кал-Эла, на Землю для его защиты отправляют молодую девушку по имени Кара Зор-Эл, являющуюся его двоюродной сестрой. Взрыв планеты заставляет её корабль сойти с курса в Фантомную зону, где она дрейфует в течение 24 лет, прежде чем приземлиться на Землю. Кал-Эл, повзрослевший и ставший Суперменом, просит семью Денверсов позаботиться о Каре. Двенадцать лет спустя, Кара вынужденно применяет свои сверхспособности, когда на самолёте, где летит её сводная сестра Алекс, происходит саботаж. Кара узнаёт, что Алекс работает в департаменте паранормальных операций (англ. D. E. O., Department of Extra-Normal Operations) под руководством Хэнка Хэншоу, где изучают проявления инопланетной активности. Также Каре рассказывают, что на планете скрываются сотни инопланетян, большая часть которых является межгалактическими преступниками, сбежавшими из корабля-тюрьмы в Фантомной зоне и прилетевшими вслед за Карой. Большинство этих преступников было помещено в заключение матерью Кары — Алурой. Своими действиями Кара привлекает внимание Vartox, которого она побеждает под руководством Алекс. В местной газете, где работает Кара, новоявленную супергероиню называют Супергёрл. Новый фотограф Джеймс Олсен говорит, что он был отправлен присматривать за Карой, и дарит ей подарок от Супермена, — новый плащ для её костюма. В конце серии показывается, что Vartox действовал по указаниям Астры, однояйцевого близнеца Алуры, которая хочет завоевать Землю. |            |                                                                                           |                  |                                                                                   |                    |                     |
| 2 | 2          | «Вместе сильнее» «Stronger Together»                                                      | Глен Уинтер      | Сюжет: Грег Берланти и Эндрю Крайсберг Телесценарий: Эндрю Крайсберг и Али Адлер  | 2 ноября 2015      | 8,87                |
| Для того, чтобы создать Супергёрл положительный имидж после серии неудач, Кара просит Уинна и Джеймса помочь ей усовершенствовать свои навыки. В то же время Хэнк и Алекс устраивают Каре серьёзную тренировку физических навыков. Попутно Кара узнаёт, что насекомоподобный инопланетянин, принадлежащий к виду Hellgrammite и сбежавший из Форта Розз на Землю, ищет хлорсодержащие вещества, которыми он питается. D.E.O. готовит засаду на эту особь, но она ускользает, попутно похищая Алекс и приведя её к Астре. Астра использует Алекс в качестве ловушки для Кары. Пока Кара и Астра ведут бой, Хэнк ранит Астру ножом из криптонита; Алекс убивает особь вида Hellgrammite. Поняв, что Кара стала сильнее, чем она себе представляла, и что люди имеют контрмеры для криптонцев, Астра временно откладывает свои планы. Президент медиакомпании CatCo Media, Кэт Грант, давит на фотографа Джеймса с целью заполучить эксклюзивное интервью с Супергёрл. Джеймс думает, что его всего лишь используют, для того чтобы добраться до его супердрузей (Супергёрл или Супермена). В то же время Кару беспокоит возможное раскрытие тайны её личности. В конце концов, Кара соглашается на интервью и предотвращает увольнение Джеймса. В конце серии также показывается, что Хэнк имеет свой секрет: его глаза иногда светятся красным. |            |                                                                                           |                  |                                                                                   |                    |                     |
| 3 | 3          | «Сражайся или лети» «Fight or Flight»                                                     | Дермотт Доунс    | Майкл Грасси и Рэйчел Шукерт                                                      | 9 ноября 2015      | 8,07                |
| Во время интервью с Кэт Грант Супергёрл случайно проговаривается, что она кузина Супермена, из-за этого на неё нападает Реактрон, чтобы убить и тем самым отомстить Супермену. Супергёрл удаётся отбиться от Реактрона, повредив его высокотехнологичный костюм. Позже Реактрон пробирается в Lord Technologies и похищает Максвелла Лорда, чтобы тот починил сломанный костюм Реактрона. Кара узнаёт, что в прошлом Супермен остановил реактор и ненамеренно убил жену Реактрона, что объясняет его жажду мести. Она идёт к укрытию Реактрона и освобождает Максвелла Лорда, однако Реактрон сильно ранит Кару, и в итоге её спасает Супермен. Кара злится на Джеймса, который позвал Супермена на помощь, так как не хочет зависеть от Человека из Стали. На вечеринку, организованную Кэт Грант, приходит Реактрон и ищет Супергёрл. Пока Джеймс отвлекает Реактрона, Супергёрл покрывает себе руку свинцом, чтобы предотвратить распад ядерного элемента, и удаляет энергетическое ядро из костюма Реактрона, побеждая злодея. Также выясняется, что у Джеймса есть экс-невеста Люси Лейн (младшая сестра Лоис Лейн), которая прилетела в Нейшенел Сити для восстановления отношений с Джеймсом. |            |                                                                                           |                  |                                                                                   |                    |                     |
| 4 | 4          | «Как она это делает?» «How Does She Do It?»                                               | Тор Фройденталь  | Яйлин Чан и Тед Салливан                                                          | 23 ноября 2015 [1] | 7,19                |
| Кэт Грант уезжает на получение премии и Кара берётся присматривать за её сыном школьного возраста, Картером. Супергёрл обнаруживает за собой слежку с применением беспилотника. В городе происходит взрыв в лаборатории дочерней фирмы Lord Technologies, аналогичную бомбу затем находят и в здании самой компании. Кара выбрасывает вторую бомбу в атмосфере и в ходе восстановительной процедуры в D.E.O. видит изменённые глаза Хэнка. Джеймс и Люси Лейн по отдельности утверждают в разговорах с Карой, что это другой из них разорвал отношения. D.E.O. устанавливает, что бомбы подложил бывший сотрудник компании Лорда, но тот отказывается отменить презентацию нового скоростного поезда, который станет вероятной мишенью нового взрыва. Оставленный без присмотра Картер проникает на этот поезд в надежде встретить Супергёрл, т.к. является её большим фанатом. Одновременно бомбу находят в аэропорту, которую обезвреживает Хэнк Хэншоу при помощи зрения своих изменённых глаз. Исследуя не взорвавшуюся бомбу, Алекс и Кара понимают, что за подрывом поезда и аэропорта стоял сам Максвелл Лорд — он делал это для тестирования физических возможностей Супергёрл. |            |                                                                                           |                  |                                                                                   |                    |                     |
| 5 | 5          | «Под напряжением» «Livewire»                                                              | Кевин Танчароен  | Робер Агирре и Кейтлин Пэрриш                                                     | 16 ноября 2015 [1] | 7,77                |
| К Каре и Алекс на День Благодарения приезжает их мать Элиза Дэнверс. Кэт Грант понижает сотрудницу, саркастическую радиоведущую Лесли, некрасиво высказывавшуюся в эфире о Супергёрл, и отправляет дежурным репортёром на вертолёте. Когда во время сильной грозы Супергёрл пытается спасти Лесли, через них проходит молния и у Лесли появляются электромагнитные силы. Лесли берёт имя ЛайвВайр и пытается отомстить Кэт, но в итоге Супергёрл её останавливает и заключает в тюрьму в D.E.O. В квартире Элиза рассказывает дочкам, как много лет тому назад их отец, доктор Джереми Денверс, предложил себя в качестве работника Хэнку Хеншоу, чтобы Кару не забрали D.E.O., а затем загадочно умер. У девушек появляются подозрения относительно Хеншоу. |            |                                                                                           |                  |                                                                                   |                    |                     |
| 6 | 6          | «Краснолицый» «Red Faced»                                                                 | Джесси Уорн      | Тед Салливан                                                                      | 30 ноября 2015     | 8,03                |
| Многие персонажи страдают от проявлений гнева, и Кара не исключение. В Нейшенел Сити прибывают мать Кэт Грант по имени Катерина Грант, а также отец Люси Лэйн — генерал Сэм Лэйн. Появляется новый враг — Красный Торнадо. После взлома базы данных D.E.O. Кара и Алекс узнают, что Хэншоу был последним, кто видел отца Алекс Джереми живым, и что он удалил часть отчёта об операции, в ходе которой пропал отец девушек. В конце серии Кара ранится осколками разбитого стакана и у неё идёт кровь, что означает частичную потерю ею своей неуязвимости. |            |                                                                                           |                  |                                                                                   |                    |                     |
| 7 | 7          | «Человек на день» «Human for a Day»                                                       | Ларри Тэн        | Яйлин Чан и Тед Салливан                                                          | 7 декабря 2015     | 7,67                |
| Битва с Красным Торнадо лишила Кару суперсил, но в городе происходит землетрясение и она с Джеймсом и Уинном пытается помогать пострадавшим; в D.E.O. землетрясение нарушает защиту камеры и оттуда сбегает опасный инопланетянин-телепат ДЖЕММ. Алекс и Хэнк пытаются поймать его. Хэнк рассказывает ей свою тайну: он не тот, за кого себя выдаёт, а последний выживший марсианин по имени Джон Джонс и оборотень, занявший место Хэншоу. Марсианин объясняет Алекс, что настоящий Хэнк Хэншоу убил её отца и пытался убить марсианина, и что пришелец дал отцу Алекс обещание присмотреть за ней. Кара возвращает свои силы, но в конце серии на неё нападает Астра с помощниками. |            |                                                                                           |                  |                                                                                   |                    |                     |
| 8 | 8          | «Захват врага» «Hostile Takeover»                                                         | Карен Гавиола    | Роберта Агуирре-Сакаса и Кейтлин Пэрриш                                           | 14 декабря 2015    | 7,28                |
| Кара отбивается от солдат Астры; председатель совета директоров CatCo пытается скомпрометировать и вынудить уволиться Кэт Грант. Астра сдаётся D.E.O., но в это время её подчинённые нападают на Lord Technologies. Кэт разоблачает Кару. |            |                                                                                           |                  |                                                                                   |                    |                     |
| 9 | 9          | «Кровные узы» «Blood Bonds»                                                               | Карен Гавиола    | Роберта Агуирре-Сакаса и Кейтлин Пэрриш                                           | 4 января 2016      | 8,75                |
| Нападение солдат Астры в Lord Technologies прерывается и их предводитель, Нон, оставляет место, забрав с собой Хэншоу. В D.E.O. приходит требование об обмене их директора на Астру. Кэт Грант давит на Кару, требуя полного признания, или же доказательств, что она не Супергёрл. Каре и Алекс удаётся произвести обмен Астры на директора. Хэншоу принимает облик Супергёрл и одновременно с Карой предстаёт перед Кэт Грант, снимая с девушки подозрения. |            |                                                                                           |                  |                                                                                   |                    |                     |
| 10 | 10         | «Младенческие штучки» «Childish Things»                                                   | Карен Гавиола    | Яйлин Чан и Тед Салливан                                                          | 18 января 2016     | 8,77                |
| Уинн узнаёт, что его отец по прозвищу Игрушечник сбегает из тюрьмы и Кара пытается помочь другу решить это дело. Алекс убеждает Хэнка использовать свои способности для проникновения в Lord Technologies, т.к. ранее Джеймс Олсен нашёл там секретную лабораторию. Кэт Грант берёт на работу Люси Лейн главным юрисконсультом и Джеймс без энтузиазма встречает эту новость. Уинн признаётся Каре в любви. Максвелл Лорд ставит скрытую камеру и узнаёт, что Супергёрл и Алекс сёстры. |            |                                                                                           |                  |                                                                                   |                    |                     |
| 11 | 11         | «Странный посетитель с другой планеты» «Strange Visitor From Another Planet»              | Глен Уинтер      | Майкл Грасси и Кейтлин Пэрриш                                                     | 25 января 2016     | 7,90                |
| Во время выступления настроенной против пришельцев сенатора на неё нападает таинственное существо, от которого политика спасает Супергёрл. Хэнк узнаёт монстра и хочет отомстить ему за убийство своей семьи на Марсе. Пришелец принимает облик сенатора и выманивает Хэнка, который начинает преследование. Кара устраивает встречу Кэт Грант и сына и позже присутствует на их свидании. В городе появляется двойник Супергёрл. |            |                                                                                           |                  |                                                                                   |                    |                     |
| 12 | 12         | «Бизаро» «Bizzaro»                                                                        | Джон Шоуолтер    | Роберто Агирре-Сакаса и Рэйчел Шукерт                                             | 31 января 2016     | 6,68                |
| Кара сталкивается со своим двойником, созданным Максвеллом из её ДНК и впавших в кому девушек, и запрограммированным на дискредитацию и убийство Супергёрл. Алекс и Хэнк планируют остановить двойника синтетическим криптонитом. Макс Лорд угрожает раскрыть тайну Кары и Алекс помещает его в камеру в D.E.O. В финале серии на Кару нападает странное растение. |            |                                                                                           |                  |                                                                                   |                    |                     |
| 13 | 13         | «Для девушки, которая имеет всё» «For The Girl Who Has Everything»                        | Дермотт Доунс    | Сюжет: Эндрю Крейсберг Телесценарий: Тед Салливан и Дерек Симон                   | 8 февраля 2016     | 7,92                |
| Кара видит галлюцинации, находясь под воздействием растения, подброшенного ей людьми Астры. Пока в D.E.O. ищут способ устранить паразита, Алекс уговаривает Хэнка принять облик Кары, чтобы ту не уволили из CatCo. Поняв планы солдат Астры по захвату гражданской спутниковой связи, оперативники D.E.O. идут на перехват и Алекс убивает Астру за мгновение до того, как она убила бы Хэнка. |            |                                                                                           |                  |                                                                                   |                    |                     |
| 14 | 14         | «Правда, справедливость и американский образ жизни» «Truth, Justice and the American Way» | Лекси Александер | Сюжет: Майкл Грасси Телесценарий: Яйлин Чан и Кейтлин Перриш                      | 22 февраля 2016    | 7,25                |
| Кэт Грант нанимает вторую помощницу, которая хочет сделать невыносимой жизнь Кары. Кара выступает против освобождения Максвелла Лорда из тюрьмы D.E.O. и её отношения с Джеймсом портятся из-за этого. CatCo начинает журналистское расследование для поиска Лорда, похищенного по мнению Грант. D.E.O. сталкивается с пришельцем в тяжёлой броне, похищающим и казнящим сбежавших из-под стражи инопланетян, и ему удаётся захватить Супергёрл. |            |                                                                                           |                  |                                                                                   |                    |                     |
| 15 | 15         | «Одиночество» «Solitude»                                                                  | Дермотт Доунс    | Сюжет: Рэйчел Шукерт Телесценарий: Анна Маски-Голдвин и Джеймс ДеВиль             | 29 февраля 2016    | 6,69                |
| Хакер крадёт компрометирующую информацию и присылает в CatCo с просьбой опубликовать. После отказа Кэт Грант, хакер атакует городскую инфраструктуру и банковские учреждения. Им оказывается инопланетянка Индиго, сбежавшая из Форта Роз, и в своё время позволившая избежать Каре Фантомной зоны. Настоящим планом Индиго становится получение доступа к запуску ядерных ракет для уничтожения National City, но её попытка пресекается Супергёрл. В то же время Кара всё ещё зла на Хэнка и отказывается вернуться в D.E.O., хотя сотрудничает с ним, когда нужно было обезвредить ядерный заряд. Алекс признаётся Каре, что она сама убила Астру, а не Д'жонн. |            |                                                                                           |                  |                                                                                   |                    |                     |
| 16 | 16         | «Падение» «Falling»                                                                       | Ларри Тенг       | Роберт Ровнер и Джессика Куэллер                                                  | 14 марта 2016      | 6,53                |
| При спасении заваленного пожарного Супергёрл непреднамеренно контактирует с красным криптонитом, влияющим на её сущность. Оказывается, это вещество создал Максвелл в надежде остановить следующую атаку Нона. Тем не менее, героиня постепенно превращается в злую Супергёрл. D.E.O. способен подчинить её, но ценой того, что Хэнка увидят как Марсианина. |            |                                                                                           |                  |                                                                                   |                    |                     |
| 17 | 17         | «Охотник» «Manhunter»                                                                     | Крис Фишер       | Сюжет: Дерек Саймон Телесценарий: Синди Лихтман и Рэйчел Шукерт                   | 21 марта 2016      | 6,00                |
| Супергёрл пытается вернуть доверие в National city; в D.E.O прибывают полковник Харпер с Люси Лейн в качестве юрисконсульта и начинают дознание на предмет истории Дж’онн Дж’онзза. Марсианина и Алекс арестовывают и отправляют в проект Кадмус — лабораторию по изучению свойств пришельцев. Для их спасения Кара сообщает Люси Лейн, что она Супергёрл, и убеждает помочь. Освободившись, Дж’онн Дж’онзз стирает Харперу память о последних событиях и из его воспоминаний узнаёт, что отец Алекс жив, и находится в проекте Кадмус. Из-за манипуляций с сознанием Харпера, тот подаёт в отставку и назначает Люси Лейн исполняющей обязанности руководителя D.E.O. Уволенная из CatCo Шиван пытается отомстить Каре, но падает с крыши и обнаруживает, что владеет способностью создавать криком звуковой барьер. |            |                                                                                           |                  |                                                                                   |                    |                     |
| 18 | 18         | «Лучшие в мирах» «Worlds Finest»                                                          | Ник Гомез        | Сюжет: Грег Берланти Телесценарий: Эндрю Крайсберг и Майкл Грасси                 | 28 марта 2016      | 7,17                |
| Кроссовер с телесериалом «Флэш». События данной серии имеют отсылку к 18 серии 2 сезона сериала «Флэш». Кара не знает как себя вести с Джеймсом, и Кэт советует ей быть более пассивной и позволить ему самому прийти к ней. Она также не знает как замолить свою вину перед жителями города за своё поведение под влиянием красного криптонита. Понимая, что никто не в силах помочь ей, Шивон покидает D.E.O., но вспышка ненависти заставляет её прийти на работу к Каре и попытаться убить её в отместку за увольнение. Её звуковая волна оглушает Кару и бросает её через окно небоскрёба. В то же мгновение, в эту вселенную прибывает Флэш (Барри Аллен). Увидев падающую девушку, он взбегает по стене здания и спасает её, убегая за город с ней. Оба затем удивлены способностями друг друга. Узнав, что он попал не на ту Землю, и что здесь никто никогда не слышал о Флэше, Зелёной Стреле, Чёрной Канарейке, Огненном Шторме или Зуме, он раскрывает свою личность Каре. Кара представляет Барри Джеймсу и Уинну. В свою очередь, Барри удивлён существованием пришельцев и тем, что Кара — одна из них. Шивон навещает тётю, которая раскрывает, что на их семье лежит проклятие банши. Избавиться от проклятия можно, лишь убив цель своей ненависти. Для Шивон, это — Кара. Понимая, что Кару всегда будет спасать Супергёрл, она решат сперва покончить с героиней. Для этого она освобождает Лесли из камеры D.E.O. и убеждает её стать напарницами. Лесли помогает Шивон сменить имидж и стать суперзлодейкой по имени Серебряная Банши. С помощью своих знаний науки, Барри помогает D.E.O. обнаружить местоположение Лесли. Однако, вместо того, чтобы составить план нападения, Кара убеждает Барри идти напролом. Оба героя прибывают на склад, где их поджидают злодейки, но ни Барри ни Кара не способны с ними справиться и убегают. Заметив, что Джеймс ревнует Кару к Барри, Кэт советует ей продолжать в том же духе. Лесли и Шивон похищают Кэт и назначают «стрелку» героям в городском парке. Герои прибывают, но злодейки опять оказываются сильнее. Лесли оглушает Барри и пытает сбить вертолёт, однако Кара взлетает и принимает удар на себя. При виде этого, жители города вновь становятся на сторону супергероини и окружают её, не позволяя злодейкам навредить ей. Лесли останавливают пожарники с помощью водомёта. Шивон обезврежена электрошоком. С помощью знаний Барри, городская тюрьма теперь оказывается способна содержать металюдей, позволяя системе правосудия работать с ними. Кара и Барри прощаются. Кара помогает Барри достичь нужной скорости, чтобы совершить межпространственный прыжок в свой мир. Дома, она приглашает Джеймса и целует его. Однако Джеймс, и все жители города, затем начинают идти по улице как зомби. Оказывается, это дело рук Нона. |            |                                                                                           |                  |                                                                                   |                    |                     |
| 19 | 19         | «Мириада» «Myriad»                                                                        | Адам Кейн        | Яйлин Чанг и Кейтлин Перриш                                                       | 11 апреля 2016     | 6,12                |
| Эффект Мириады подчиняет весь Нэшенел Сити, включая Супермена. Иммунными остаются только Кара, Максвелл Лорд и Кэт Грант. У Максвелла есть план по взрыву криптонитовой бомбы над городом, но, помимо вреда криптонианцам, бомба убьёт и много людей. Поэтому Кара должна найти альтернативное решение. Алекс и Хеншоу удаётся сбежать из города, но возвращаются для противостояния Мириаде. Индиго чувствует их приближение и, в ходе схватки, она побеждает Хеншоу и захватывает Алекс. |            |                                                                                           |                  |                                                                                   |                    |                     |
| 20 | 20         | «Ангелы получше» «Better Angels»                                                          | Ларри Тенг       | Сюжет: Эндрю Крайсберг и Али Адлер Телесценарий: Роберт Ровнер и Джессика Куэллер | 18 апреля 2016     | 6,11                |
| Кара сражается с Алекс, контролируемой Ноном. В критический момент Марсианин появляется с матерью Алекс, умоляющей дочь остановиться, и Алекс преодолевает контроль разума. Так команда узнаёт, что является ключом для преодоления действия Мириады. Супергёрл выступает по телевидению и вдохновляет жителей Нэшенел Сити для освобождения от транса. Однако Индиго убеждает Нона, чтобы увеличить мощность Мириады и убить людей. Макс предупреждает, что Кара может не выжить в схватке с Ноном и Индиго, а Марсианин настаивает на своей помощи ей. D.E.O. устанавливает, что Мириада питается от Форта Росс, скрытого в пустыне Невады. В D.E.O, терпящие невыносимую головную боль Алекс и Макс сплетают пальцы, держась за руки. Так как Мириаду нельзя отключить, для обезвреживания Супергёрл остаётся лишь самой перенести огромный корабль в космос. Оттуда её забирает Алекс, вылетевшая вслед в космической капсуле Кары. Марсианина амнистируют и восстанавливают руководителем D.E.O. Кэт Грант повышает Кару по службе. В финале серии в Нэшенел Сити падает ещё одна капсула, построенная на Криптоне. |            |                                                                                           |                  |                                                                                   |                    |                     |

* ↑  Из-за терактов в Париже 13 ноября 2015 года эпизод «Как она это делает?», который содержит сюжет схожий с терактами, должен был выйти четвёртым 16 ноября 2015 года. Вместо него был выпущен в эфир эпизод «Под напряжением», который планировался как пятый с датой выхода 23 ноября 2015 года. Эпизод «Как она это делает?» вышел 23 ноября 2015 года. В домашнем медиа-релизе был восстановлен оригинальный порядок эпизодов, который и представлен в статье.

### Сезон 2 (2016—2017)
| № общий | № в сезоне | Название                                                 | Режиссёр          | Автор сценария                                                                          | Дата премьеры   | Зрители в США (млн) |
| --- | ---------- | -------------------------------------------------------- | ----------------- | --------------------------------------------------------------------------------------- | --------------- | ------------------- |
| 21 | 1          | «Приключения Супергёрл» «The Adventures of Supergirl»    | Глен Уинтер       | Сюжет: Грег Берланти и Эндрю Крайсберг Телесценарий: Эндрю Крайсберг и Джессика Куэллер | 10 октября 2016 | 3,06                |
| Кара находит неизвестного молодого человека, лежащего без сознания в упавшей криптонской капсуле и забирает его в DEO. В то время как она готовится на свидание с Джеймсом, происходит авария коммерческого космического аппарата Venture. Кара с Суперменом спасают корабль и сажают на землю. Они узнают, что основной целью была Лена Лютор, новый генеральный директор из Luthor Corp после того, как был осуждён её брат Лекс. Во время церемонии, где она переименовывает компанию, на неё снова нападает наёмный убийца Джон Корбен. Алекс отвлекает его, в то время как Кара и Кларк предотвращают разрушение небоскрёба. До того, как киллера застрелила Лена, Корбен сообщает, что работает на Лекса. При поддержке Кэт Грант, Кара решает, что хочет стать репортёром CatCo. Кара с Джеймсом решили сохранить дружеские отношения. Уинна официально нанимают на работу в DEO. В то же время Джон говорит Алекс, что он был тем, кто нашёл криптонит и решил сохранить его вопреки желанию Кларка, который хотел уничтожить минерал. В Проекте Кадмус неизвестная женщина возрождает Корбена и начинает превращать его в метачеловека под именем Металло. |            |                                                          |                   |                                                                                         |                 |                     |
| 22 | 2          | «Последние дети Криптона» «The Last Children of Krypton» | Глен Уинтер       | Роберт Ровнер и Кейтлин Пэрриш                                                          | 17 октября 2016 | 2,66                |
| Кара и Кларк продолжают работать вместе в National City, прежде чем Супермен решит вернуться в Метрополис. Они сталкиваются с Корбеном, который превратился в прототип киборга Project Cadmus. Выясняется, что Металло сделан криптонита похищенного в ДЕО. В другом столкновении с Корбеном выясняется, что другой Металло-прототип продолжает буйствовать в Метрополисе безнаказанно. Алекс находит крота,но его убивает лидер Кадмуса, которая намерена уничтожить пришельцев. Winn удается построить анти-криптонитовый костюм для Кары и Кларка, который удается победить двух Металло с помощью Алекса и Хэнка, соответственно. Кара обещает лидеру Cadmus, что найдет её. Хэнк вверяет оставшийся криптонит Кларку, который возвращается в Метрополис. В то же время Кэт знакомит Кару с новым боссом, Snapper, который не любит её и отказывается дать ей задание. Кэт советует ей решить проблему самостоятельно, решив оставить CatCo для других, давая ей место Джеймса. Кара сумела доказать свою ценность для Snapper, который соглашается научить её. В DEO инопланетянин приходит в сознание и атакует Кару. |            |                                                          |                   |                                                                                         |                 |                     |
| 23 | 3          | «Добро пожаловать на Землю» «Welcome to Earth»           | Рэйчел Талалэй    | Джессика Куэллер и Дерек Саймон                                                         | 24 октября 2016 | 2,65                |
| Пришелец сбегает из DEO. Как раз в то время,как прибывает президент Оливия Marsdin в National City, чтобы подписать акт о признании инопланетян, как полноценных граждан. Президент подвергается нападению неизвестного пришельца, атакующего огненными шарами. Все полагают, что это беглец из DEO. Алекс встречает полицейскую-детектива Мэгги Сойер, которая слишком интенсивно интересуется пришельцами. Выясняется, что Мэгги Сойера лесбиянка, предпочитающая узнавать пришельцев в постели. Мэгги берет Алекс в секретный бар для инопланетян. Они отслеживают цель и Winn выясняет, что этот человек из Daxam, соседней планеты вблизи Криптона. Кара побеждает Daxamite и запирает его в DEO. Президент атакована снова, нападавшая оказывавшиеся женщиной. Кара, Алекс и Мэгги смогли вместе победить злодейку. Пленного инопланетянина освобождает Кара. Неизвестный представляется как Мон-Эл. Кара говорит ему, что население Daxam была уничтожено во время разрушения Криптона. Оливия оказывается инопланетянином. В баре Хэнк встречает M'gann M'orzz, зелёную марсианку. В то же время Snapper подрывает авторитет Джеймса, поручив Каре, взять интервью у Лены Лютор. Она открывает Каре, что L Corp изобрел устройство обнаружения инопланетян. Snapper отвергает первую версию статьи Кары из-за её предвзятости. Она решает отложить в сторону свои личные эмоции для того, чтобы стать успешным репортером. Джеймс заставляет Snapper признать в нём лидера. |            |                                                          |                   |                                                                                         |                 |                     |
| 24 | 4          | «Выжившие» «Survivors»                                   | Джеймс Маршалл    | Пола Йо и Эрик Карраско                                                                 | 31 октября 2016 | 2,22                |
| Когда Кара и Алекс расследуют убийство неизвестного пришельца, след приводит их к бойцовскому клубу, главой которого является Рулетка. Она заставляет инопланетян принимать участие в схватке на выживание ради развлечения для богатых. В попытках закрыть этот клуб, Супергёрл и Марсианский охотник встречают неожиданного противника. В то же время Дж’онн рад найти ещё одного представителя своего рода, М’ганн, с которой хочет получше познакомиться. Супергёрл берёт Мон-Эла под своё крыло и начинает его обучать. |            |                                                          |                   |                                                                                         |                 |                     |
| 25 | 5          | «Перестрелка» «Crossfire»                                | Глен Уинтер       | Гэбриел Лланас и Анна Маски-Голдвин                                                     | 7 ноября 2016   | 2,47                |
| Супергёрл должна одолеть новую беспощадную банду, которая вооружена новой опасной технологией против пришельцев. Когда Кадмус отправляет в D.E.O. видео, команда понимает, что именно Кадмус направил тех преступников на секретную миссию. В то же время Кара устраивает Мон-Эла на работу в CatCo стажером, но того в первый же день увольняют за ненадлежащее отношение к своим обязанностям. Джеймс принимает важное решение, а Лена Лютор приглашает Кару на мероприятие по сбору средств. Лена и Уинн с помощью секретной технологии спасают округу от нападения. Бандиты желают выдать своего главаря, однако начинают слышать его голос в своих ушах и внезапно умирают. |            |                                                          |                   |                                                                                         |                 |                     |
| 26 | 6          | «Изменение» «Changing»                                   | Ларри Тенг        | Грег Берланти, Эндрю Крейсберг и Кэйтлин Пэрриш                                         | 14 ноября 2016  | 2,35                |
| В Норвегии подо льдом группа ученых под руководством доктора Джонса обнаруживает аномально мёртвого тёплого волка, который вызывает таинственное убийство всех ученых, кроме самого Джонса, который, как потом оказалось, был заражён таинственным паразитом. ДЕО узнаёт, что Джонс убил других учёных. Кара злится на Мон-Эла, когда узнаёт, что он использует свои суперсилы, чтобы заработать деньги негуманным способом. ДЕО предсказывает следующую цель. Джонзз и Кара предпринимают попытку остановить Джонса; но в схватке Джонс забирает себе их силы, начинает расти и превращается в гигантского монстра, после чего ускользает, оставляя Кару и Джонзза в бессознательном состоянии. Алекс убеждает M'gann, чтобы та сдала свою кровь ради спасения Джонзза. Джонс атакует свою цель снова; но неожиданно вмешается Мон-Эл, решивший стать правильным героем, и Джеймс Олсон в свинцовом геройском костюме, который разработал Уин Шотт. Кара после долгой реанимации под лампой-имитатором жёлтой звезды приходит в сознание и нападает Джонса, держа в руке плутоний-239, к которому во время схватки прикасается Джонс, после чего перегружается энергией и уничтожается. Джеймс убеждает Уинна не говорить Каре о его альтер эго. Мон-Эл похищен Кадмусом. В то же время Алекс рассказывает Каре о своих чувствах к Мэгги. Кара призывает её к разговору с Мэгги, В ходе него выясняется, что она предпочитает просто дружбу, чем очень сильно расстраивает Алекс. |            |                                                          |                   |                                                                                         |                 |                     |
| 27 | 7          | «Мрачное место» «The Darkest Place»                      | Глен Уинтер       | Роберт Ровнер и Паула Йу                                                                | 21 ноября 2016  | 2,61                |
| В городе появляется новый мститель в маске, который убивает преступников, которых Джеймс всего-лишь обезвреживал. Сам мститель себя не раскрывает, и все считают, что убийца — Страж. Мон-Эл пытается бежать, но ему не удаётся. Лиллиан требует, чтобы Кара прилетела спасать своего друга. По прибытии Кара встречается с настоящим Хэнком Хеншоу, который теперь является Киборгом-Суперменом. Уинн вычисляет, что новый мститель убивает преступников, которым всё сошло с рук из-за ошибок в следствии. Стражу удаётся отстоять своё имя и сдать другого мстителя в полицию. Лиллиан раскрывает свою личность Каре и заставляет её временно ослабеть, чтобы взять пробу крови. Кару и Мон-Эла спасает Джереми (земной отец Кары), но он остаётся, чтобы прикрыть их отход. Алекс узнаёт, что Джеймс является Стражем, тогда как Кара сознаётся, что Страж — герой. Мон-Эл влюбляется в Кару. Киборг-Супермен прибывает на Северный полюс и использует кровь Кары, чтобы обойти криптонианскую систему безопасности в крепости, требуя информацию о проекте «Медуза». Тем временем, у Джоннза начинаются галлюцинации, и он узнаёт, что М'ганн является Белой марсианкой. Вместо того, чтобы убить её, он запирает её в камере навеки. Она предупреждает его, что её кровь превращает его самого в Белого марсианина. Алекс наконец-то принимает Мэгги как просто подругу. |            |                                                          |                   |                                                                                         |                 |                     |
| 28 | 8          | «Медуза» «Medusa»                                        | Стефан Плещински  | Джессика Квеллер и Дерек Саймон                                                         | 28 ноября 2016  | 3,53                |
| Элиза приезжает в город, чтобы отпраздновать День благодарения вместе с дочерьми. Уинн и Джеймс думают рассказать Каре правду о Защитнике. Алекс решает, что пора поговорить с матерью. Кара шокирована, когда Элиза предполагает, что у Мон-Эла есть чувства к ней. Между тем, Кадмус, благодаря хитрости киборга Хэншоу в получении информации о проекте Медуза, выпускает особый вирус, который мгновенно убивает любого инопланетянина вблизи, кроме криптонца и землянина, так что Кара заручается помощью неожиданного союзника ─ Лены Лютор. Первая попытка убить инопланетян была предпринята в их знаменитом баре. Мон-Эл тоже успел подхватить небольшую дозу вируса, но благодаря тому, что его ДНК почти такое же, как у криптонаца, он не умирает, а просто заболевает. Элиза получает лекарство, помогающее ему выздороветь, также излечивает им Дж'онна Дж'онзза, возвращая ему обратно тело зелёного марсианина. Во время разворачивания событий серии дважды появляется межпространственный портал, открывающийся на несколько секунд: сначала дома у Кары за праздничным столом, потом в офисе Лены Лютор во время драки Кары с киборгом. С 3-й попытки в конце серии в доме у Кары портал открывается успешно, и оттуда выныривают старый знакомый из параллельной Вселенной Барри Ален и его друг-коллега Циско Рамон. На сей раз им понадобилась помощь Супергёрл. См. продолжение в телесериале «Флэш» 3 сезон 8 серия. |            |                                                          |                   |                                                                                         |                 |                     |
| 29 | 9          | «Супергёрл жива» «Supergirl Lives»                       | Кевин Смит        | Эндрю Крейсберг, Эрик Карраско и Джессика Кардос                                        | 23 января 2017  | 2,65                |
| Во время попытки остановить грабителей ювелирного магазина, Уинна чуть не убивают, и он больше не желает участвовать в ночных похождениях Стража. В «КэтКо» приходит женщина и просит найти её пропавшую дочь Иззи. Кара обязуется так и сделать. Кара и Мон-Эл узнают, что Иззи была замечена в одной клинике. Они направляются туда и узнают, что доктор и его ассистенты — пришельцы, которые похищают пациентов с помощью портала. Им в этом содействует Рулетка. Желая найти Иззи, Кара проходит через портал, и Мон-Эл следует за ней. Они оказываются на другой планете под красным солнцем и теряют свои суперсилы. Они узнают, что оказались на Маалдории — планете работорговцев. Кара и Мон-Эл сдаются, чтобы пробраться в крепость работорговцев. Они находят пропавших людей, которых Рулетка готоится продать Доминаторам. На Земле, Алекс также обнаруживает клинику, и Уинн отслеживает, куда ведёт портал. Поняв, что Кара бессильна на Маалдории, Алекс ведёт отряд через портал. Дж'онн не может присоединиться, так как воздух планеты ядовит для марсиан. Кара мотивирует Мон-Эла и людей на побег. Во время побега, Доминатор не позволяет работорговцу убить Мон-Эла, преклоняясь перед даксомитом. Уинну удаётся побороть страж и сразить работорговца. Он открывает портал, и все бегут через него. Алекс использует гранату жёлтого солнца, чтобы временно «накачать» Кару энергией, позволяя ей спасти Иззи и сбить корабль Доминаторов. По возвращении, Кара уничтожает пульт управления порталом, закрывая его. Мон-Эл решает, что всё-таки хочет быть героем. Тем временем, на Маалдории, работорговец выдаёт местоположение Мон-Эла тем, которые его разыскивают. Название эпизода является отсылкой на незавершённый фильм «Супермен жив».                               |            |                                                          |                   |                                                                                         |                 |                     |
| 30 | 10         | «Мы можем быть героями» «We Can Be Heroes»               | Ребекка Джонсон   | Кейтлин Пэрриш и Кейти Роуз Роджерс                                                     | 30 января 2017  | 2,35                |
| Кара начинает тренировать Мон-Эла. Лесли сбегает из тюрьмы с помощью союзников. Кара и Мон сражаются с женщиной и мужчиной со способностями Лесли. Мон игнорирует приказ Кары защищать посторонних и пытается защитить её. Прибывает Страж и помогает им. Преступники сбегают. Кара узнаёт его личность и критикует его и Уинна. Она также злится на Мона за то, что он ценит её жизнь больше чем жизнь невинных граждан. Герои узнают, что Лесли на самом деле похитили. Уинн вычисляет где она находится и говорит об этом Джеймсу. Мон тоже подслушивает. Оба появляются на складе, чтобы доказать себя. Их обезвреживает учёный, который выкачивает электричество у Лесли и наделяет других (себя в том числе) её способностями. Прибывает Кара и спасает всех, освобождая Лесли и уговаривая её не убивать учёного. Взамен, она позволяет ей бежать. Кара отказывается от предложения Джеймса работать вместе. Мон подтверждает, что Кара ему нравится. Тем временем, М'ганн теряет сознание. Дж'онн входит с ней в телепатический контакт. Пребывая в её воспоминаниях, он прощает её. Придя в себя, она говорит, что за ней охотятся другие Белые марсиане. |            |                                                          |                   |                                                                                         |                 |                     |
| 31 | 11         | «Марсианские хроники» «The Martian Chronicles»           | Дэвид Макуиртер   | Гэбриел Лланас и Анна Маски-Голдуин                                                     | 6 февраля 2017  | 2,43                |
| Кара шокирована тем, что Алекс решила пойти на концерт с Мэгги на годовщину её прибытия на Землю. Дж'онн старается присматривать за М'ганн чтобы защитить её, и она начинает подумывать о том, что ей стоит уехать из города ради него. Бывший супруг М'ганн по имени Армек прибывает на Землю чтобы вернуть её на Марс и предать её казни. Он даёт ей два часа, чтобы сдать себя, иначе он начнёт убивать её друзей. Опасаясь за неё, Дж'онн приводит её в штаб ДЕО, но затем появляется настоящая М'ганн, и первая оказывается Армеком. Дж'онн блокирует все выходы из здания. Под видом Уинна, Армек инициирует перегрузку реактора здания, тогда как другой Белый марсианин нападает на Кару под видом Алекс. М'ганн и Дж'онн побеждают Армека, причём М'ганн сражается как Зелёная марсианка, тогда как Кара обезвреживает второго злобного пришельца. Уинну удаётся предотвратить взрыв реактора. М'ганн решает вернуться на Марс, чтобы найти одинаково мыслящих Белых марсиан, но перед этим, она и Дж'онн признаются во взаимных чувствах. Кара пытается пригласить Мон-Эла на свидание, раннее ему отказав, но узнаёт, что он уже встречается с Ив. |            |                                                          |                   |                                                                                         |                 |                     |
| 32 | 12         | «Люторы» «Luthors»                                       | Тауния Маккирнан  | Роберт Ровнер и Синди Лихтман                                                           | 13 февраля 2017 | 2,52                |
| После того, как Лена даёт показания в суде против матери, Кара убеждает её навестить Лиллиан в тюрьме. Там, Лиллиан раскрывает, что её покойный муж изменил ей с матерью Лены, а затем заставил Лиллиан воспитывать дочь его и любовницы. Корбену в камеру приходит посылка с синтетическим криптонитом. Во время суда, он вырывается и освобождает Лиллиан, несмотря на появление Супергёрл. В руки полиции попадает фальсифицированная видеозапись, в которой Лена крадёт криптонит из «Л-Корп», и Мэгги арестовывает её по подозрению в содействии Корбену. Лиллиан посылает Корбена вызволить дочь из тюрьмы, где его ожидает Страж. Страж пытается препятствовать ему, но оказывается ранен. Кара пытается защитить доброе имя Лены, но всё считают, что Лютор — есть Лютор, включая Дж'онна и Уинна. Тем временем, Лиллиан и Корбен везут Лену на склад Лекса за городом, где Хеншоу заставляет Лену приложить руку к панели, которая берёт пробу ДНК, так как доступ к хранилищу требует генотип Лютора. Уинн понимает, что синтетический криптонит становится всё больше неустойчивым и грозит взорваться. Каре и Дж'онну удаётся спасти Лену, прежде чем Корбен взрывается. Лиллиан и Хеншоу скрываются на вертолёте с каким-то устройством Лекса. Лена пытается смириться с тем, что она — настоящий Лютор. Кара и Мон, который порвал отношения с Ив, признаются друг другу в чувствах, но затем в её квартире появляется загадочный человек по имени Мистер Мксизптлк, который признаётся ей в любви. |            |                                                          |                   |                                                                                         |                 |                     |
| 33 | 13         | «Мистер и миссис Мксизптлк» «Mr. & Mrs. Mxyzptlk»        | Стефан Плещински  | Джессик Куэллер и Стерлинг Гейтс                                                        | 20 февраля 2017 | 2,24                |
| Мксизптлк умоляет Кару выйти за него. Она отказывается, и он воспринимает это как вызов. Мон-эл советует убить Мксизптлка, так как именно так поступали с подобными существами на Даксаме, но Кара настаивает на несмертельном способе избавиться от него. Мксизптлк возвращает Паразита, чтобы тот напал на город. Затем он «спасает» Кару, Мон-эла и граждан от чудовища. Мон-эл ненароком выдаёт, что можно избавиться от Мксизптлка, заставив его сказать или написать своё имя наоборот. Позже, Уинн обнаруживает инопланетное устройство в хранилище ДЕО, связанное с энергией пятого измерения, откуда берёт свою силу Мксизптлк. Мон-эл выкрадывает устройство и пытается воспользоваться им, чтобы вызвать Мксизптлка на поединок на смерть. В конце концов, Мксизптлк берёт верх и готовится убить Мон-эа, но затем появляется Кара и соглашается стать его женой. Мксизптлк прибывает в Крепость Одиночества на следующий день на свадьбу, но затем появляется Кара и признаётся, что не собирается за него замуж. В ярости, он анимирует ледяную статую Джор-Эла, которая нападает на Кару. Кара блокирует крепость и активизирует режим самоуничтожения. Мксизптлк умоляет Кару дать ему код дезактивации. Когда он его получает, то осознаёт, что код — его имя наоборот, написанное криптонианскими буквами. Он исчезает. Мон-Эл и Кара решают встречаться. Тем временем Алекс и Мэгги ссорятся на тему, стоит ли отмечать День святого Валентина, но затем решают отмечать его по-своему. Уинн начинает встречаться с инопланетянкой с планеты Стархэвен по имени Лайра. |            |                                                          |                   |                                                                                         |                 |                     |
| 34 | 14         | «Возвращение домой» «Homecoming»                         | Ларри Тенг        | Кейтлин Пэрриш и Дерек Саймон                                                           | 27 февраля 2017 | 2,17                |
| ДЭО получает сигнал о караване Кадмуса. Кара и Дж'онн нападают на него и освобождают Иеремию, который утверждает, что Кадмус создали термоядерную бомбу с помощью тепловой энергии, выкачанной у Супергёрл. Он убеждает Дж'онна позволить ему вернуться в ДЭО, чем вызывает подозрения Мон-Эла, что приводит к ссоре между ним и Карой. Он уговаривает Уинна следить за Иеремией, который пытается получить доступ к базе данных ДЭО, о чём узнаёт Уинн. Потребовав объяснения у Иеремии, Кара сомневается в его ответе, тогда как Алекс ему верит. Уинн находит местоположение бомбы, однако агенты ДЭО не обнаруживают там ничего. Дж'онн осознаёт, что мысли Иеремии скрыты от него. Оказывается, Иеремия работает на Кадмус, и его правая рука является механизированной. Иеремия побеждает Дж'онна в бою и скачивает информацию с сервера ДЭО прежде чем сбежать. Кара и Алекс перехватывают Иеремию, Лиллиан и Хеншоу; Кара летит спасать пассажирский поезд, так как Хеншоу взорвал мост перед ним, тогда как Алекс сражается с троицей злодеев. Иеремия сбегает, так как Алекс не может в него выстрелить. Уинн узнаёт, что Иеремия скачал список всех инопланетян в стране. |            |                                                          |                   |                                                                                         |                 |                     |
| 35 | 15         | «Исход» «Exodus»                                         | Майкл Аллович     | Пола Ю и Эрик Карраско                                                                  | 6 марта 2017    | 2,16                |
| Кадмус начинает похищать пришельцев. Кара просит Снэппера опубликовать статью, предупреждающую пришельцев, но он настаивает, чтобы она выдала ему свой источник. Под видом Супергёрл, она подтверждает это но отказывается выдавать свои источники, так что Снэппер отказывается. Алекс зациклена на отце, из-за чего Дж'онн временно отстраняет её от обязанностей. Мэгги решает помочь ей найти Иеремию. Они ловят команду Кадмуса и отслеживают их базу. По совету Лены, Кара пишет блог, в котором предупреждает пришельцев об опасности. Лена также узнаёт о базе Кадмуса, прежде чем люди Лиллиан пытаются убрать её. К счастью, Супергёрл спасает её. Алекс попадает в плен, и Иеремия сообщает, что Кадмус собирается отправить всех пришельцев на другую планету на звездолёте. Узнав о приближении Кары, Лиллиан решает запустить ещё не полный корабль. Алекс убеждает отца помочь ей. Пока он отвлекает людей Кадмуса, Алекс пробирается на борт и освобождает пришельцев, однако корабль начинает взлёт со всеми на борту, запрограммированный на гиперскачок по выходе из атмосферы. Прилетает Кара, и ей с великим трудом удаётся остановить корабль. Снэппер увольняет Кару, тогда как Алекс возвращается на службу. К Луне подлетает огромный корабль даксамитов, которые чувствуют прилив сил из-за лучей Солнца. |            |                                                          |                   |                                                                                         |                 |                     |
| 36 | 16         | «Под несчастливой звездой» «Star-Crossed»                | Джон Медлен       | Кейти Роуз Роджерс и Джесс Кардос                                                       | 20 марта 2017   | 2,07                |
| Даксамиты требуют выдачи Мон-Эла. После короткого сражения между Карой и их кораблём, Мон-Эл телепортируется на борт вместе с ней. Она узнаёт, что он на самом деле является наследным принцем Даксама, а не обычным гвардейцем; более того, кораблём управляют его родители, король Лар Ганд и королева Рея, которые просят его вернуться с ними на вновь жизнеспособный Даксам, чтобы стать лидером остатков их расы. Кара рассержена из-за того, что Мон-Эл солгал ей. Они возвращаются на Землю. Он извиняется несколько раз, но тщетно. Мать Мон-Эла просит, чтобы она убедила его полететь с ними, зная, что долгосрочных отношений между её сыном и криптонианкой быть не может. Кара обрывает отношения с ним, однако Мон-Эл решает остаться на Земле и требует, чтобы его родители улетели и не возвращались. Тем временем, Лайра убеждает Уинна вломиться в музей искусства, якобы ради любовных утех, однако наутро его берёт под арест Мэгги, которая раскрывает, что Лайра украла картину Ван Гога и подставила его (оказывается, её раса не появляется на видеозаписях). Алекс убеждает Мэгги дать им сутки, чтобы доказать непричастность Уинна. Они находят и ловят Лайру, которая раскрывает, что её брат задолжал контрабандисту-пришельцу по имени Мандракс; кража картин — всё ради выкупа брата. Уинн освобождает Лайру, и они идут на встречу с Мандраксом, который опознаёт полотно как подделку, после чего на него нападают Страж и агенты ДЭО, арестуя преступников и освобождая брата Лайры. В отличие от Кары, Уинн прощает Лайре ложь. Агенты ДЭО ловят какого-то нового пришельца, который гипнотизирует Кару и использует устройство Циско, чтобы прыгнуть на Землю-1 и найти «самого быстрого человека на земле». См. продолжение в телесериале «Флэш» 3 сезон 17 серия. |            |                                                          |                   |                                                                                         |                 |                     |
| 37 | 17         | «Далёкое солнце» «Distant Sun»                           | Кевин Смит        | Гэбриел Лланас и Анна Маски-Голдвин                                                     | 27 марта 2017   | 2,21                |
| На Кару начинают нападать инопланетные охотники за наградой. Мон-Эл подозревает, что Супергёрл заказали его родители, считая, что он улетит с ними, если она будет мертва. Хотя они отрицают это, Дж'он телепатически допрашивает одного из охотников и узнаёт, что заказчиками действительно являются даксамиты. Кара предлагает Мон-Элу встретиться с Реей, чтобы поговорить с ней, однако Рея отказывается слушать и пытается убить Кару с помощью криптонита. Мон-Эл соглашается улететь с родителями, чтобы спасти Кару. Пойдя против приказов президента, Дж'он помогает Каре пробраться на борт корабля и вызволить Мон-Эла. После яростной битвы, король Лар Ганд соглашается отпустить сына на Землю. Рея убивает мужа за предательство и клянётся добиться своего. Президент Марсдин оказывается рептиллоидной инопланетянкой. Тем временем, после случайной встречи со бывшей девушкой Мэгги, Алекс узнаёт, что Мэгги скрыла от неё, что когда-то изменила той. Мэгги и Алекс соглашаются быть откровенными друг с другом. |            |                                                          |                   |                                                                                         |                 |                     |
| 38 | 18         | «Первоклассный репортёр» «Ace Reporter»                  | Армен В. Кеворкян | Паула Ю и Кейтлин Пэрриш                                                                | 24 апреля 2017  | 1,80                |
| Лена приглашает Кару вместе посетить пресс-конференцию, которую проводит её бывший парень Джек Сфир. Джек демонстрирует новую технологию под названием «Биомакс» — нанороботы, способные исцелить любой недуг. После конференции к Каре подходит человек, который утверждает, что клинические исследования «Биомакса» были подделаны, но её источника убивают нанороботы, прежде чем он может рассказать что-то ещё. Кара и Мон-Эл идут в ресторан, где они встряют в свидание между Леной и Джеком. Мон-Эл крадёт пропуск Джека, и они проникают в его кабинет, где они видят видеозапись того, как Джек вводит «Биомакс» себе в тело. Кара затем показывает запись Лене, которая идёт к Джеку, но оказывается, что Джек находится под управлением своего финансового директора Бет Брин. По-видимому, побочный эффект использования нанороботов — потеря свободы воли. Супергёрл спасает Лену, но когда Кару хватает рой нанороботов, у Лены не остаётся выбора, кроме как дезактивировать их, тем самым убивая Джека, который более не может жить без них. Брин попадает в тюрьму, тогда как Снэппер берёт Кару обратно на работу из-за того, что она предоставила ему информацию о «Биомаксе». К Лене приходит Рея и делает ей деловое предложение. Тем временем, Уинн просит Джеймса дать Лайре шанс искупить своё криминальное прошлое, сражаясь с преступниками. Однако жестокость Лайры заставляет Джейма прогнать её из команды, но, увидев как это повлияло на Уинна, Джеймс соглашается дать ей второй шанс, но только если она будет следовать его инструкциям. |            |                                                          |                   |                                                                                         |                 |                     |
| 39 | 19         | «Алекс» «Alex»                                           | Роб Гринли        | Эрик Карраско и Грег Болдуин                                                            | 1 мая 2017      | 1,75                |
| Алекс похищает неизвестное лицо, которое требует освобождение Питера Томпсона, который отбывает пожизненный срок за ряд преступлений. В конце концов, Кара узнаёт, что похитителем является Рик Малверн, сын Томпсона и друг детства сестёр Данверс, который давным-давно догадался, что Кара и есть Супергёрл. Рика хватают и доставляют в ДЭО, однако он планировал эту операцию много лет и предусмотрел всё, включая попытки Дж'онна читать его мысли и притворяться его отцом. Алекс удаётся послать сообщение Уинну, который вычисляет её местонахождение. Не обращая внимание на протесты Мэгги и предупреждения Рика, Кара летит на место и обнаруживает, что Рик предусмотрел и это. Алекс там нет, а её появление урезает срок данный Риком до 4 часов, так как камера, где находится Алекс, начинает наполняться водой. Тогда как ДЭО и Кара отказываются вести переговоры с Риком, Мэгги вызволяет Томпсона из тюрьмы, однако появляется Кара и отговаривает её. Затем Кара убеждает Томпсона не позволить сыну стать убийцей, и он выдаёт возможное местоположение Алекс. Кара и Мэгги вовремя спасают Алекс. Дж'онн решает выборочно стереть воспоминания Рика. Тем временем, Рея даёт Лене схему высокотехнического телепортационного устройства, утверждая, что сама до него додумалась. Лена быстро догадывается, что Рея — инопланетянка, и поначалу отказывается с ней сотрудничать, однако Рее удаётся убедить Лену, что она хочет блага для Земли. |            |                                                          |                   |                                                                                         |                 |                     |
| 40 | 20         | «Город потерянных детей» «City of Lost Children»         | Бен Брэй          | Сюжет: Роберт Ровнер Телесценарий: Гэбриел Лланас и Анна Маски-Голдвин                  | 8 мая 2017      | 1,88                |
| Джеймс обескуражен и больше не хочет быть Стражем, поняв, что те, кому он помогает, боятся его. ДЭО расследует женщину-форианку, которая использует свои телекинетические способности, чтобы создать хаос. Джеймсу удаётся найти её сына Маркуса, который отказывается говорить со всеми, кроме него. Джеймс проводит время с мальчиком. Благодаря подбодрению Реи, Лена завершает строительство транспортатора вещества. Рея активизирует его, чем вынуждает Маркуса уничтожить офис своими способностями. Впоследствии, ДЭО узнаёт, что в этом замешаны Рея и Лена; также, нападение матери Маркуса было побочным эффектом активизации портала. Маркус ведёт Джеймса и Уинна к матери, которая спряталась с группой форианцев. Рея вновь активизирует портал, заставляя форианцев терять контроль над собой. Джеймсу удаётся успокоить Маркуса, который затем успокаивает остальных. Кара, Дж'онн и Мон-эл пытаются выключить портал, однако им это не удаётся. Рея использует устройство белых марсиан, чтобы заключить Дж'онна в тюрьме в его собственной голове. Мон-эл наводит на мать пистолет, однако не может заставить себя спустить курок. Она лжёт и говорит, что его отец покончил жизнь самоубийством из-за него. Из портала вылетает огромный флот даксамитов, чтобы захватить Землю и переделать её в Новый Даксам. Затем рея телепортирует себя, Мон-эла и Лену на борт своего корабля. |            |                                                          |                   |                                                                                         |                 |                     |
| 41 | 21         | «Сопротивляйтесь» «Resist»                               | Миллисент Шелтон  | Джессика Куэллер и Дерек Саймон                                                         | 15 мая 2017     | 1,93                |
| Даксамиты начинают полномасштабное вторжение города, убивая и арестовывая людей. Они также нападают на ДЭО, однако Алекс и Уинну удаётся бежать. Рея намерена женить Мон-эла на Лене, чтобы объединить расы, и заставляет обоих пойти на этот шаг, угрожая взорвать больницу. На борту президентского самолёта, Марсдин и Кэт связываются с Реей и требуют, чтобы она отступила, но даксамитский флот сбивает самолёт. Кара спасает Кэт, а президент выживает крушение и раскрывает свою инопланетную сущность. Оказывается, она является беженцем с планеты Дурла, поэтому она и симпатизирует другим беженцам. Так как Дж'онн всё ещё вне игры, президент даёт Алекс приказ пробраться обратно в ДЭО и уничтожить флагманский корабль даксамитов позитронным орудием на крыше здания. Зная, что на корабле находятся Мон-эл и Лена, Кара обращается за помощью к Лиллиан и Хэншоу. Кэт и Уинн отвлекают внимание Реи и мотивирует граждан на сопротивление. Рея посылает отряд убить их, однако их спасает Страж (в котором Кэт тут же узнаёт Джеймса). Кара, Лиллиан и Хэншоу используют проектор фантомной зоны в Крепости одиночества, чтобы телепортироваться на корабль. Алекс и Мэгги пробираются в ДЭО и активизируют орудие. Лиллиан, Лена и Хэншоу возвращаются обратно, после чего Хэншоу отключает проектор, чтобы Кара и Мон-эл остались на борту. Предугадав этот ход, Каре удаётся вернуть Мон-эла на Землю, а сама она отправляется убедить Рею сдаться. Однако Рея раскрывает, что каким-то образом подчинила себе Супермена, который уничтожает позитронное орудие и вступает в бой с Карой. |            |                                                          |                   |                                                                                         |                 |                     |
| 42 | 22         | «И всё же она справилась» «Nevertheless, She Persisted»  | Глен Уинтер       | Сюжет: Эндрю Крейсберг и Джессика Куэллер Телесценарий: Роберт Ровнер и Кейтлин Пэрриш  | 22 мая 2017     | 2,12                |
| Рея воспользовалась серебряным криптонитом, чтобы заставить Супермена видеть генерала Зода вместо Кары. В конце концов, Кара одолевает кузена и забирает его в Крепость, где уже пришедший в себя Кал-Эл находит способ окончить войну. Кара вызывает Рею на Даккам Ур - древний ритуал, в котором два лидера сражаются, и побеждённый сдаёт свой мир. Рея принимает вызов. Лиллиан помогает Лене создать устройство, которое распространит свинец в атмосферу, ведь у даксамитов аллергия на него. Кара говорит ДЭО воспользоваться устройством, если она не победит. Во время дуэли, Рея продолжает вторжение. Дж'онн пробуждается. Пока Супермен и он сражаются с войсками вторжения, им на помощь заявляются М'ганн и группа других дружелюбных белых марсиан. Понимая, что у неё нет выбора, Кара активирует устройство, убивая Рею и заставляя флот бежать. Прежде чем Мон-Эл умрёт, Кара сажает его в корабль и посылает его в космос. Кэт возвращается на своё старое место в «КэтКо» и по-видимому знает, что Кара - Супергёрл; Алекс просит руки Мэгги. В глубоком космосе, корабль Мон-Эла попадает в червоточину. Эпизод заканчивается флешбэком о взрыве Криптона. Сразу после запуска Кал-Эла и Кары, неизвестная группа криптонианцев посылает ещё одного младенца чтобы править Землёй. |            |                                                          |                   |                                                                                         |                 |                     |

### Сезон 3 (2017—2018)
| № общий | № в сезоне | Название                                                 | Режиссёр                     | Автор сценария                                                                          | Дата премьеры   | Зрители в США (млн) |
| --- | ---------- | -------------------------------------------------------- | ---------------------------- | --------------------------------------------------------------------------------------- | --------------- | ------------------- |
| 43 | 1          | «Девушка из стали» «Girl of Steel»                       | Джесси Варн                  | Сюжет: Эндрю Крайсберг Телесценарий: Роберт Ровнер и Кейтлин Пэрриш                     | 9 октября 2017  | 1,87                |
| Каре по ночам снятся Мон-Эл и её мать, она помешана на борьбе с преступностью, игнорируя свободное время, а также друзей и близких. Лена и Джеймс противятся планам промышленника Моргана Эджа построить жилые дома для богатых на набережной. Джеймс управляет «КэтКо», так как Кэт работает пресс-секретарём в Белом доме, а Снэппер в отпуске. Кара бросает работу, считая, что борьба с преступностью важнее, и отталкивает Алекс, которая планирует свадьбу с Мэгги. Эдж нанимает преступника по кличке Кровавый Спорт, который запускает торпеду по набережной с подводной лодки, как раз, когда там представляют статую Супергёрл. Кара ныряет под воду, чтобы остановить его. Когда взрыв торпеды вырубает её, она тонет, однако Мон-Эл во сне пробуждает её. Она поднимает подлодку из воды. Чтобы предотвратить попытку Эджа купить «КэтКо», журналисты которой критикуют его, Лена сама приобретает это СМИ. Кара возвращается на работу и присоединяется к друзьям в баре. Тем временем, женщина, которой Алекс помогла на набережной, и которая невероятным образом сумела поднять упавшую тяжеленную металлическую ферму с дочери, просыпается от ночного кошмара со страшным существом. На дне под водой также оказывается инопланетный корабль. |            |                                                          |                              |                                                                                         |                 |                     |
| 44 | 2          | «Провоцирующие факторы» «Triggers»                       | Дэвид Макуиртер              | Гэбриел Лланас и Анна Маски-Голдуин                                                     | 16 октября 2017 | 1,76                |
| Кара сражается с опасным метачеловеком по кличке Пси, которая грабит банки благодаря своей способности заставлять других испытывать свой величайший страх. Кара испытывает страх из-за воспоминаний о гибели Криптона, а также чувствует вину за судьбу Мон-Эла. После того, как устройство подавления, созданное Уинном, не срабатывает, Каре удаётся победить свой страх и арестовать Пси. Лена решает лично управлять «КэтКо», чем удивляет Джеймса. У неё также возникают конфликты с Карой, которой сложно отделить их дружбу от работы. Руби — дочь Саманты Ариас — намеренно попадает в опасность, чтобы проявить сверхспособности матери; однако их спасает Кара. Саманта узнаёт, что её способности не проявляются без стресса. Также становится известно, что она является заместителем Лены на посту директора «Л-Корп». Алекс узнаёт, что Мэгги не хочет детей. Дж'онн получает телепатическое сообщение от М'ганн, которая просит его немедленно лететь на Марс. |            |                                                          |                              |                                                                                         |                 |                     |
| 45 | 3          | «Далеко от яблони» «Far from the Tree»                   | Дермотт Даунз                | Джессика Куэллер и Дерек Саймон                                                         | 23 октября 2017 | 1,76                |
| Дж'онн сообщает Алекс и Каре, что собирается лететь на Марс. Кара решает отправиться с ним, так как способна дышать в разреженной атмосфере. Они летят на корабле, трансформирующимся в автомобиль из 60-х. На Марсе, они встречают М'ганн и группу белых марсиан-повстанцев. Те раскрывают, что совершили набег на всё ещё действующий концлагерь и обнаружили там узника по имени М'ирнн Дж'онзз — отец Дж'онна. Согласно повстанцам, М'ирнну известно местонахождение мифического «посоха К'лара» — сильнейшего телепатического оружия, с помощью которого белые марсиане собираются уничтожить всех повстанцев одним махом. Поначалу, М'ирнн не желает верить, что Дж'онн — его сын, считая это очередной уловкой белых марсиан. В конце концов, Каре и Дж'онну удаётся убедить его, что это правда. М'ирнн раскрывает, что белые уже обнаружили посох, и объясняет повстанцам куда его отнесли. Кара, Дж'онн и повстанцы штурмуют улей и отбирают у врага посох. Затем, Кара и Дж'онн возвращаются на Землю, вместе с М'ирнном. Тем временем, Алекс и Мэгги устраивают вечеринку в честь своей помолвки. Мэгги приглашает отца, который отказался от неё много лет назад. Он приходит, но тут же уходит, утверждая, что не может принять дочь из-за её ориентации. Позже, Мэгги говорит отцу, что нашла настоящую семью, которая принимает её такой, какая она есть, и что он ей больше не нужен. |            |                                                          |                              |                                                                                         |                 |                     |
| 46 | 4          | «Верующий» «The Faithful»                                | Джесси Уорн                  | Паула Ю и Кейти Роуз Роджерс                                                            | 30 октября 2017 | 1,82                |
| На самолёте, который Кара спасла в самом начале, был пассажир по имени Томас Ковилл. Ставший циником из-за чёрной полосы жизни, подвиг Супергёрл вдохновляет его «родиться заново». Увидев брошюру с символом криптонианского бога Рао, Кара, Уинн и Джеймс посещают встречу культа, поклоняющегося Рао и Супергёрл. Культ состоит из тех, кого она спасла. Ковилл, будучи предводителем культа, говорит своим последователям, чтобы они создавали катастрофы, чтобы их спасла Супергёрл. Когда Кара приходит поговорить с Ковиллом, он узнаёт в ней Супергёрл, однако не собирается выдавать её. Кара догадывается, что в поисках криптонианских артефактов, Ковилл каким-то образом заполучил автоматический зонд с Криптона. Уинн сканирует город в поисках зонда и обнаруживает его под стадионом, полном зрителей. По-видимому, зонд нестабилен и собирается взорваться. Кара пытается остановить взрыв, однако в зонде оказывается криптонит. Слабея, Кара распарывает себе ладонь, чтобы доказать членам культа, что она — не богиня. Однако взрыв уже не остановить. Алекс выбрасывает криптонит. Кара прожигает глубокую дыру в полу, и Алекс с Ковиллом сбрасывают зонд туда. В тюрьме, Ковилл советует Каре следовать пути, который Рао уготовил для неё, и говорит, что будет за неё молиться. Тем временем, у Саманты возникают проблемы в координации работы и дочери. В конце концов, она испытывает видение чудовищного существа у себя дома, которое говорит ей, что скоро она будет «царствовать». Алекс говорит Каре, что очень хочет детей, однако Мэгги — нет, и она не знает что делать. Взрыв зонда вызывает экстренную реактивацию одной из анабиозных капсул звездолёта под землёй. |            |                                                          |                              |                                                                                         |                 |                     |
| 47 | 5          | «Ущерб» «Damages»                                        | Кевин Смит                   | Эрик Карраско и Синди Лихтман                                                           | 6 ноября 2017   | 1,87                |
| Несколько детей попадают в больницу, где им ставят диагноз — отравление свинцом. Морган публично заявляет, что виной этому — устройство, использованное Леной для отражение даксамитов. Родители детей требуют ответа. Лена устраивает пресс-конференцию, однако одна женщина стреляет в неё. Джеймс ранен. Она решает отстраниться из «Кэтко» и «Л-Корп» и уходит в запой. Кара и Саманта ведут расследование и узнают, что все отравленные дети посещали общественный бассейн, вода в котором содержит опасный химикат, воздействие которого имитирует отравление свинцом. Компания-производитель химиката принадлежит Моргану. Узнав об этом, Лена одна идёт на встречу с Морганом и грозится застрелить его, однако один из людей Моргана оглушает её ударом по голове. Она приходит в себя на борту грузового самолёта, которым дистанционно управляет человек Моргана. В самолёте — бочки с тем самым химикатом, который Морган намерен сбросить в водохранилище. Кара спасает Лену и не позволяет бочкам упасть в воду. Морган убивает своего работника и подстраивает так, чтобы всё выглядело как самоубийство. Кара летит на встречу с Морганом, и он говорит ей не вставать у него на пути. Алекс и Мэгги обрывают отношения, однако делают это по-дружески. Кара решает уехать с Алекс к маме на несколько дней. Саманта узнаёт, что в неё попала пуля во время пресс-конференции, однако на ней нет ни царапины, а пуля расплющилась. |            |                                                          |                              |                                                                                         |                 |                     |
| 48 | 6          | «Мидвейл» «Midvale»                                      | Роб Гринли                   | Кейтлин Пэрриш и Джесс Кардос                                                           | 13 ноября 2017  | 1,89                |
| Десять лет назад, Алекс и Кара постоянно ссорятся, пока не погибает их школьный друг. Они обнаруживают его ноутбук, на который он загружал снимки со своего телескопа. Однако единственной незашифрованной фотографией является снимок их учителя с подругой Алекс, явно в интимных отношениях. Они посылают остальные файлы Хлое Салливан — знакомой Кларка. На сестёр совершает покушение неизвестный водитель, но они выживают благодаря Каре. Учитель попадает в тюрьму по подозрению в покушении на них и за совращение малолетней. Каре наносит визит агент ФБР, которая просит Кару жить по-человечески и не использовать свои способности. Агентом оказывается замаскированный Дж'онн, однако Кара этого не знает. Алекс узнаёт, что у учителя есть алиби на время покушения на них. Она идёт рассказать всё шерифу. Кара получает от Хлои фотографии, в которых видит, что шериф замешан в торговле наркотиками. Он и убил их товарища. Шериф пытается убить Алекс, но на помощь прилетает Кара. Шериф арестован, а Кара решает более не использовать свои способности. В настоящем, сёстры приезжают к Элизе, однако вновь ссорятся. Вспомнив своё первое приключение, они мирятся. Решив, что им уже немного лучше, Алекс и Кара возвращаются в город. |            |                                                          |                              |                                                                                         |                 |                     |
| 49 | 7          | «Пробуждение» «Wake Up»                                  | Чад Лоу                      | Гэбриель Лланас и Анна Маски-Голдуин                                                    | 20 ноября 2017  | 1,92                |
| Кара, Дж'онн и Уинн отправляются исследовать космический корабль, обнаруженный под городом. Там они обнаруживают Мон-Эла и анабиозные капсулы с людьми. Они забирают Мон-Эла в ДЭО. Он пытается сбежать и украсть инопланетный артефакт, однако Кара задерживает и помещает его в камеру. Мон-Эл убеждает Уинна помочь ему. Они отправляются на корабль, где Мон-Эл пытается стабилизировать анабиозные капсулы. Кара следует за ними. Мон-Эл объясняет, что попал в червоточину и провёл семь лет в далёком будущем, где учёные «Л-Корп» исцелили его аллергию на свинец. Одна из капсул выходит из строя. Мон-Эл не может раскрыть её, так что Кара разбивает стекло. Там находится женщина с Титана по имени Имра Адин — жена Мон-Эла. Дж'онн решает снять квартиру для себя и отца, чтобы они не считали себя узниками ДЭО. Удостоверившись в своих сверхспособностях, Саманта едет к своей приёмной матери, которая показывает ей криптонианский корабль, в котором она прибыла. Взяв из корабли кристалл, Саманта следует его указаниям и прибывает в пустыню, где кристалл создаёт каменную крепость. В крепости, голограмма женщины говорит ей, что дочь Саманты была «непредвиденной ошибкой», однако самой Саманте суждено стать Рейн — Убийцей Миров. Она превращается в Рейн и теряет свою человечность. |            |                                                          |                              |                                                                                         |                 |                     |
| 50 | 8          | «Кризис на Земле-X. Часть 1» «Crisis on Earth-X, Part 1» | Ларри Тенг                   | Сюжет: Эндрю Крайсберг и Марк Гуггенхайм Телесценарий: Роберт Ровнер и Джессика Квеллер | 27 ноября 2017  | 2,71                |
| Первая часть масштабной серии кроссоверов «Кризис на Земле-X». На Земле-X, Чёрная Стрела штурмует базу повстанцев и убивает Стража. Там он обнаруживает загадочное устройство. Тем временем, Кара и Алекс отправляются на Землю-1, где уже собрались Оливер и Фелисити, а также Легенды, чтобы отпраздновать свадьбу Барри и Айрис. Во время вечеринки за день до свадьбы, Оливер делает Фелисити предложение, однако она отказывается, считая, что ей нравится их текущие отношения. Алекс и Сара напиваются и проводят ночь вместе. Барри просит Кару спеть во время церемонии. На следующий день, во время свадьбы, на церковь нападают нацисты с Земли-X во главе с Чёрной Стрелой, Овергёрл и Прометеем. Героям удаётся спасти всех гостей и отбить нападение. Прометей взят в плен и помещён в хранилище под С.Т.А.Р. Лабс, пока герои пытаются понять что происходит. Барри просит Уолли обезопасить Джо и Сесиль. Тем временем, Обратный Флэш, вновь принявший облик Уэллса, обсуждает дальнейшие планы с Овергёрл, двойником Кары, и Чёрной Стрелой, двойником Оливера. Дальнейшие события происходят в телесериалах «Стрела», «Флэш» и «Легенды завтрашнего дня» |            |                                                          |                              |                                                                                         |                 |                     |
| 51 | 9          | «Рейн» «Reign»                                           | Глен Уинтер                  | Пола Ю и Кейтлин Перриш                                                                 | 4 декабря 2017  | 1,81                |
| Мон-Эл и Имра объясняют, что являются членами Легиона супергероев, и как они попали в прошлое. Кара устраивает рождественскую вечеринку у себя дома. В конце концов, Саманта превращается в Рейн. Рейн начинает нападать на людей по всему городу, включая Моргана Эджа. Многие винят Супергёрл. Ковилл вызывает Кару в тюрьму и сообщает, что грядёт конец света. Эдж нанимает киллера, чтобы убить Лену, при этом подставив Рейн, однако её спасает Джеймс. Лена и Джеймс целуются. В конце концов, Кара решает вызвать Рейн на поединок. Алекс советует ей на время забыть о своей человечности и сражаться в полную силу. Супергёрл и Рейн (в маске, так что Кара её не узнаёт) вступают в бой. Рейн оказывается гораздо сильнее, чем Кара ожидала, и держит верх, сбрасывая ослабевшую Кару с крыши здания. Алекс и другие сотрудники ДЭО везут её в штаб-квартиру и пытаются спасти ей жизнь. На Рождество, Руби забегает в гостинную, но с её матерью что-то не так. |            |                                                          |                              |                                                                                         |                 |                     |
| 52 | 10         | «Легион супергероев» «Legion of Super-Heroes»            | Джесси Уорн                  | Дерек Саймон и Эрик Карраско                                                            | 15 января 2018  | 2,17                |
| Кара получает ужасные ранения во время сражения с Рейн, и ДЭО и Легион используют технологии XXXI века, чтобы спасти её, однако она продолжает находиться в коме. Один из членов Легиона по имени Куирл Докс (Брейниак-5) входит в её разум, чтобы помочь ей проснуться. Несмотря на то, что Саманта продолжает жить нормальной жизнью с дочерью, Рейн периодически захватывает её тело и нападает на преступников, а также на полицию. Сотрудники ДЭО пытаются задержать её, однако она оказывается слишком сильна. Даже присутствие криптонита не имеет должного эффекта. Несмотря на нежелание рисковать жизнями членов Легиона, Мон-Эл, Имра и Куирл решают помочь остановить Рейн. В ходе боя, Легион и Дж'онн оказываются слишком слабы. К счастью, Кара смиряется со своей человечностью и пробуждается, отправляясь на помощь остальным. Ей удаётся ввести жидкий криптонит в кровеносную систему Рейн, и та улетает. В своей крепости, Рейн избавляется от криптонита и узнаёт, что существуют другие Убийцы Миров. Томас Ковилл становится её союзником, разочаровавшись в Супергёрл. |            |                                                          |                              |                                                                                         |                 |                     |
| 53 | 11         | «Форт Розз» «Fort Rozz»                                  | Грегори Смит                 | Гэбриел Лланас и Анна Макси-Годуин                                                      | 22 января 2018  | 2,07                |
| Саманта готовится улететь на важную встречу, оставляя Руби на попечение Алекс. Уинн обнаруживает, что в «Форте Розз» находится жрица, знающая об истинном предназначении Рейн. Станция находится вблизи синей звезды, которая не только отбирает силы у Кары, но и производит излучение, губительное для мужчин. Кара формирует команду из себя, Имры, ЛайвВайр и Пси, отправляясь на корабле Легиона. Рейн узнаёт о её задании и отправляется следом. Алекс запугивает одноклассницу Руби, которая занималась кибертравлей. Команда находит жрицу, однако Рейн убивает её как только та раскрывает существование других Убийц Миров. У Рейн всё ещё есть её способности, и она с лёгкостью расправляется с Карой. На помощь Каре приходит Лесли, которая жертвует собой ради неё. Затем Пси использует свои способности, чтобы прогнать Рейн. Станция начинает падать на звезду, однако Уинну удаётся связаться с ней с помощью «Вояджера-2» и спасти ситуацию. Команда возвращается на Землю, и Кара просит, чтобы Пси дали камеру получше. Мон-Эл помогает Каре смириться с гибелью Лесли. Саманта возвращается за Руби, однако осознаёт, что пропустила самолёт и не помнит что произошло. Она просит Алекс помочь ей разобраться с провалами в памяти. Тем временем, женщина по имени Джулия попадает под машину и якобы погибает. Затем она с лёгкостью отодвигает машину и встаёт, пробуждаясь как Убийца Миров. |            |                                                          |                              |                                                                                         |                 |                     |
| 54 | 12         | «За добро» «For Good»                                    | Тауния Маккирнан             | Сюжет: Роберт Ровнер Телесценарий: Синди Лихтман и Аликс Стернберг                      | 29 января 2018  | 2,11                |
| Кто-то взламывает систему машины Моргана Эджа, и он чуть не погибает. Обвиняя в этом Лену, он пытается её отравить, наняв киллера. Киллер погибает от неизвестной пули. Кара берёт Лену и летит с ней в ДЭО, где её способности и медицинские знания Алекс спасают Лену. Лена отслеживает производителя пули и обнаруживает Лиллиан, которая вернулась, чтобы убить обидчика дочери. Лена и Кара отправляются на благотворительную вечеринку, где Лена рассказывает Эджу, что её мать хочет убить его. Единственное, что спасёт его — чистосердечное признание. Лиллиан насылает на Эджа дрона, и он признаётся на диктофон, что виновен в отравлении людей свинцом и попытке убить Лену. Появляется Лиллиан в экзоскелете Лекса и сражается с Супергёрл, используя криптонитовое лезвие, чтобы ранить её. Кара и Мон-Эл вступают в бой с ней, пока Уинн пытается перехватить управление дроном Лиллиан. Выстрелы дрона обезвреживают Лиллиан. Эдж пытается бежать с диктофоном, однако его останавливает Страж, позволяя Лене вернуть запись. Эдж и Лиллиан попадают в тюрьму, а Лена уже более не боится быть умной и хитрой, зная что для этого не нужно быть злой. Саманта опасается, что у неё — мозговая опухоль. Алекс проводит медосмотр и не обнаруживает ничего странного. Уинн, Дж'онн и Мон-Эл догадываются, что Убийцы Миров были генетически модифицированными, чтобы быть сильнее и способны внедряться в человеческую расу лучше чем обычные криптонцы. Подозревая, что они прибыли на Землю одновременно с Суперменом, Уинн обнаруживает четырёх возможных кандидаток, включая Джулию Фримен, которую Кара узнаёт из своего ночного кошмара.                                                |            |                                                          |                              |                                                                                         |                 |                     |
| 55 | 13         | «По обе стороны» «Both Sides Now»                        | Джесси Уорн                  | Джессика Куэллер и Паула Ю                                                              | 5 февраля 2018  | 2,12                |
| Супергёрл, Мон-Эл и агенты ДЭО вламываются в дом Джулии. Поначалу, она ведёт себя нормально, однако затем управление её тела перехватывает Чистота, которая нападает на них, пока Дж'онн не останавливает её. Лена даёт Сэм отгул, и Сэм решает провести день с дочерью. Они отправляются на каток. Однако проявляется Рейн, которая улетает и оставляет Руби одну. Руби звонит Лене, которая приезжает и забирает её. Общаясь с Чистотой, Кара начинает подозревать, что в телах Убийц Миров сосуществуют две личности. Она считает, что для того, чтобы остановить их, необходимо достучаться до их человечных личностей. Чистоте удаётся бежать. Кара, Алекс, Дж'онн и Мон-Эл обнаруживают её на станции метро, где Алекс удаётся достучаться до Джулии. Однако затем появляется Рейн, которая собирается убить Алекс. Джулия добровольно сдаётся ей, чтобы спасти Алекс. Рейн уносит её в свою крепость. Тем временем, Мон-Эл рассказывает Дж'онну, что его брак с Имрой — политический, хотя со временем, они полюбили друг друга. Во время ремонта корабля, Мон-Эл признаётся жене, что любит и её и Кару. В свою очередь, Имра сознаётся, что она и Брейниак-5 не всё рассказали ему об их задании. В кабинете Лены, Сэм на мгновение становится Рейн, и Лена осознаёт кто она такая. |            |                                                          |                              |                                                                                         |                 |                     |
| 56 | 14         | «Шотт — сквозь сердце» «Schott Through the Heart»        | Глен Уинтер                  | Кейтлин Пэрриш и Дерек Саймон                                                           | 16 апреля 2018  | 1,91                |
| В тюрьме умирает отец Уинна — Игрушечник. Уинн, Кара и Алекс присутствуют на его похоронах. К Уинну подходит его мать Мэри, которая ушла от него 20 лет назад. Уинн не желает слушать её объяснений. Гроб Шотта-старшего взрывается. Кара закрывает собой Уинна и Мэри от взрыва. В конце концов, Мэри раскрывает, что её муж угрожал убить Уинна, если она попробует с ним связаться. Несмотря на это, Уинн всё ещё холодно относится к матери, рассказывая ей о своём мрачном детстве. На ДЭО нападают летающие механические обезьяны. Кара и Джеймс обезвреживают их. Мэри помогает сыну разобраться с устройством обезьян, раскрывая, что тоже знает дело в механике. Мон-Эл пытается сдружиться с Карой, рассказывая ей, что Имра и Брейниак-5 тайно привели Легион в Нэшнл-сити, чтобы сразиться с Чумой, которая через тысячелетие превратится в опасное чудовище. В конце концов, Мэри попадает в лапы к бывшей тюремщице Игрушечника, которая стала его ученицей и преемницей. Она намерена заманить и убить Уинна. Уинн, Кара и Мон-Эл отправляются спасать Мэри. Кара и Мон-Эл сражаются с огромным игрушечным динозавром, и Мон-Эл показывает новый приём с плащом, которому научился в будущем. Уинн вызволяет мать и побеждает злодейку. Джеймс всё это время пытается связаться с Леной, однако она занята попыткой разобраться в проблеме Саманты. Тем временем, Алекс узнаёт, что М'ирнн начинает испытывать марсианский аналог старческого склероза. Поначалу, марсианин отказывается говорить правду сыну, однако затем решает, что не желает ему лгать. |            |                                                          |                              |                                                                                         |                 |                     |
| 57 | 15         | «В поисках утраченного времени» «In Search of Lost Time» | Энди Армаганян               | Сюжет: Эрик Карраско Телесценарий: Кейти Роуз Роджерс и Никки Холкомб                   | 23 апреля 2018  | 1,38                |
| Лена пытается разобраться с состоянием Саманты. Саманта отказывается верить, что является Рейн, пока Лена не провоцирует её намеренно и не делает видеозапись всбесившейся Рейн, чтобы затем показать успокоившейся Саманте. Саманта соглашается оставаться, пока Лена не найдёт способ её вылечить. М'ирнн использует особую марсианскую медитацию, чтобы спасти свои воспоминания от склероза, однако побочный эффект вызывает приступы ярости среди окружающих. Мон-Эл учит Кару пользоваться плащом в бою, чтобы победить Рейн, используя боевые приёмы Легиона. Во время одного из приступов ярости, Кара высказывает ему всё, что у неё наболело. М'ирнн ненароком выпускает на волю заключённых-пришельцев в штабе ДЭО, и сотрудникам приходится с ними сражаться. Кара успешно использует плащ, чтобы победить двух сверхсильных пришельцев, тогда как Дж'онн расправляется с белым марсианином и утихомиривает отца. Впоследствии, Кара смиряется, что её отношения с Мон-Элом никогда не были идеальными. Они решают оставаться друзьями и летят геройствовать. Однако затем с неба начинают сыпаться мёртвые птицы — признак Чумы. Лена говорит Джеймсу, что есть некоторые вещи, о которых она не может говорить с ним. Он всё понимает и соглашается. |            |                                                          |                              |                                                                                         |                 |                     |
| 58 | 16         | «Двойственность» «Of Two Minds»                          | Александра Ла Рош            | Габриэль Лланас и Анна Маски-Голдвин                                                    | 30 апреля 2018  | 1,50                |
| В городе начинается эпидемия. Супергёрл, ДЭО и Легион пытаются найти личность Чумы. Имра хочет убить Чуму, чтобы предотвратить смерть сестры в XXXI-м веке, тогда как Супергёрл считает, что в Чуме необходимо достучаться до человека. Алекс и Уинн оказываются заражены. В конце концов, Чума оказывается доктором Грейс Паркер, однако, к ужасу Супергёрл, Грейс не желает бороться с Чумой. Наоборот — вкусив настоящей власти, она не желает останавливаться. Имра пытается убить Чуму, однако появляется Чистота и забирает сестру с собой. К счастью, Имре удаётся заполучить образец ДНК Чумы, позволяя Брейниаку синтезировать лекарство от вируса. Имра соглашается, что была неправа насчёт Чумы. Тем временем, Лена пытается изолировать ген Рейн в Саманте, подвергая её электрошоковой терапии. Во время терапии, Саманта попадает в другое измерение, где встречается с Рейн. За ней прилетают Чистота и Чума, освобождая Рейн. Все три Убийцы миров с лёгкостью побеждают Супергёрл, Дж'онна и Мон-Эла, однако оставляют их в живых и улетают. |            |                                                          |                              |                                                                                         |                 |                     |
| 59 | 17         | «Троица» «Trinity»                                       | Кейтлин Пэрриш и Эрика Вайсс | Сюжет: Джессика Куэллер Телесценарий: Кейтлин Пэрриш и Дерек Саймон                     | 7 мая 2018      | 1,60                |
| Голограмма криптонианской ведьмы говорит Рейн, Чистоте и Чуме, что им необходимо уничтожить свои человеческие сущности. Чума это проделывает с лёгкостью, благо Грейс уже приняла её, однако Саманта и Джулия всё ещё сопротивляются, находясь в Тёмном пространстве и пытаясь не терять свои воспоминания. Ритуал также создаёт затмение, угрожающее повергнуть Землю в вечную зиму и отнять способности Кары. Кара предлагает воспользоваться технологиями XXXI-го столетия и послать сознания Супергёрл, Алекс и Лены в Тёмное пространство. Их задача — заставить Саманту пробудиться и дать ДЭО знать где они находятся. Тем временем, Кара просит Джеймса вломиться в лабораторию Лены и убедиться, что у неё больше нет криптонита. Саманта посылает сигнал, и Брейни принимает его, обнаруживая местоположение крепости Убийц миров. Её штурмуют Кара, Дж'онн, Алекс (в новом костюме и с новым оружием), Мон-Эл и Имра. Однако, несмотря на численное превосходство, Убийцы миров берут верх. Тогда пробуждается Джулия и нападает на Рейн и Чуму. Чума наносит ей смертельную рану, однако Джулия успевает уничтожить Чуму криком Чистоты. Способности Чистоты и Чумы переходят к Рейн, и она улетает найти и убить Руби, чтобы покончить с Самантой. Крепость рушится. Имра считает, что их задание окончено с гибелью Чумы, а значит им пора возвращаться домой. Супергёрл и Лена мирятся. Джеймс признаётся Лене, что является Стражем и что вломился в её лабораторию. В ответ, она признаётся, что умеет создавать криптонит. |            |                                                          |                              |                                                                                         |                 |                     |
| 60 | 18         | «Убежище от Бури» «Shelter from the Storm»               | Антонио Негрет               | Сюжет: Роберт Ровнер Телесценарий: Линдси Гельфанд и Эллисон Вейнтрауб                  | 14 мая 2018     | 1,53                |
| Рейн нападает на Джеймса и Лену в её квартире. Лена использует криптонит, чтобы прогнать злодейку, однако узнаёт, что Рейн охотится на Руби. Члены Легиона готовятся вернуться в свою эпоху. Лена раскрывает, что прячет Руби в поместье Лекса, скрытого от внешнего наблюдения. Алекс отправляется туда. Кара и Дж'онн летят к матери Саманты, чтобы защитить её, однако появляется Рейн и убивает мать. Кара и Дж'онн узнают, что Рейн обладает способностями всех Убийц миров. Затем они спрашивают как М'ирнну удалось найти общий язык с белыми марсианами, и он рассказывает, что воспользовался их собственными верованиями. Руби ненароком выдаёт своё местонахождение Рейн и та штурмует поместье. Имра говорит Мон-Элу, что ему необходимо остаться, чтобы помочь Супергёрл и разобраться в чувствах. Лена приносит Супергёрл криптонит для борьбы с Рейн. Кара и Мон-Эл летят к поместью. Во время сражения, с Рейн слетает маска, и Руби узнаёт мать в лице злодейки. Кара использует совет М'ирнна, чтобы заставить Рейн остановиться, а Мон-Элу удаётся поймать Рейн с помощью криптонита, и её возвращают в лабораторию Лены. Лена затем встречает Кару и говорит ей, что больше не может доверять Супергёрл, так как та воспользовалась её отношениями с Джеймсом. |            |                                                          |                              |                                                                                         |                 |                     |
| 61 | 19         | «Фанатизм» «The Fanatical»                               | Мэйрзи Алмас                 | Паула Ю и Эрик Карраско                                                                 | 21 мая 2018     | 1,47                |
| Лена пытается найти способ превратить Рейн в Саманту насовсем. К Джеймсу приходит девушка по имени Таня с журналом Ковилла. Она объясняет, что сбежала с культа. Прочитав журнал, они узнают, что культисты пытаются создать нового Убийцу миров с помощью древнего криптонианского ритуала. Культисты во главе с Оливией похищают Таню из «КэтКо». Джеймс преследует их в костюме Стража, однако Оливии удаётся сбить его маску, после чего ему и Тане приходится бежать от полиции. Оливия требует, чтобы Джеймс выдал им Таню, или они раскроют всем его тайну. Джеймс решает сам объявить о том, что он — Страж, несмотря на опасения как люди отреагируют на то, что Страж — чернокожий. Таня решает добровольно сдаться культистам. Мон-Эл, переодевшись человеком, «случайно» тоже оказывается их пленником. Во время ритуала, Мон-Элу удаётся вызволиться и послать сигнал Супергёрл. Однако Оливия успевает превратиться в Убийцу миров и успешно сражается с Супергёрл и Мон-Элом. Каре удаётся убедить Оливию отказаться от этой силы. Уинн и Лена обнаруживают тот же минерал, который Оливия использовала во время ритуала, на астероиде в пяти световых годах от Земли. Кара и Мон-Эл отправляются за ним на корабле Дж'онна. Лена говорит, что Рейн вырабатывает иммунитет на криптонит, а значит счёт идёт на дни. На место ритуала приходят Ковилл. Тем временем, Алекс пытается развеселить Руби. Она ведёт её в зал игровых автоматов. Дж'онн приводит отца туда же. Руби знакомится с М'ирнном и общается с ним. |            |                                                          |                              |                                                                                         |                 |                     |
| 62 | 20         | «Тёмная сторона Луны» «Dark Side of the Moon»            | Ханелль Калпеппер            | Дерек Саймон и Кейти Роуз Роджерс                                                       | 28 мая 2018     | 1,57                |
| Кара и Мон-Эл прилетают к местонахождению минерала и обнаруживают обломок Криптона, а на нём — город Арго, чудом выживший благодаря защитному полю, созданному Зор-Элом — отцом Кары, правда это стоило ему жизни. Кара рада встрече с матерью, однако Алура говорит, что криптонцы не могут отдать Каре даже часть минерала, так как именно он поддерживает их защитный купол. Кара рассказывает матери о своей жизни, тогда как Мон-Эл знакомится с простым народом Криптона. Алура созывает совет, одним из членов которого — Селена — оказывается та самая жрица, пославшая Рейн на Землю, и Кара рассказывает им об Убийце миров. Совет соглашается дать ей часть запасов минерала, и решающий голос в её пользу отдаёт жрица. Кара и Мон-Эл возвращаются как раз, чтобы принять бой с вырвавшейся на волю Рейн. Тем временем, на Алекс совершается покушение. Поначалу, она считает виновником бывшего шерифа своего родного городка, вышедшего на свободу, однако тот считает своё наказание справедливым, и Алекс не винит. В конце концов, Алекс удаётся поймать стрелка, которым оказывается брат бывшего узника «Форта Розз», которого Алекс упрятала в тюрьму. Руби дружится с Уинном, который объясняет что имеет много общего с Руби, ведь его отец тоже пытался его убить. |            |                                                          |                              |                                                                                         |                 |                     |
| 63 | 21         | «Не Канзас» «Not Kansas»                                 | Дермотт Даунз                | Габриэль Лланас и Анна Маски-Голдвин                                                    | 4 июня 2018     | 1,83                |
| Пока Кара и Мон-Эл сражаются с Рейн, Лена синтезирует лекарство из минерала, которое изгоняет сущность Рейн из Саманты. Кара решает отправиться на Арго, чтобы пожить с матерью и своим народом, и приглашает Мон-Эла с собой. В Арго, Мон-Эл признаётся Каре в своих чувствах, однако на Кару совершается покушение. Пойманная криптонианка представляется членом тёмного культа, жрицей которого является Селена. Селена и её последователи угоняют корабль Дж'онна и прилетают на Землю, ведомые сигналом от Ковилла. Селена использует кристалл, чтобы создать новую крепость. Тем временем, Джеймс и Дж'онн узнают, что в руки граждан попали образцы автоматов, созданных исключительно для ДЭО. В конце концов, Дж'онн принимает решение разоружить ДЭО, из-за чего многие сотрудники подают заявления о переводе в другие части. Также, М'ирнн говорит сыну, что его конец близок, и что пора начать ритуал передачи его воспоминаний следующему поколению. Дж'онн поначалу против, а затем соглашается. Лена пытается научиться производить минерал с Арго и узнаёт что-то важное о нём. |            |                                                          |                              |                                                                                         |                 |                     |
| 64 | 22         | «Новая жизнь» «Make It Reign»                            | Армен Кеворкян               | Рэй Утарначитт и Синди Лихтман                                                          | 11 июня 2018    | 1,76                |
| Дж'онн и М'ирнн начинают ритуал для передачи воспоминаний. На Арго, голограмма Селены объясняет, что ведьмы собираются возродить Рейн и терраформировать Землю в Новый Криптон. Алура показывает Каре и Мон-Элу портал, над которым работал её покойный муж. С помощью Уинна, Мон-Элу удаётся соединить этот портал с порталом в ДЭО, позволяя Каре, Мон-Элу и Алуре отправиться на Землю. Ведьмы пытаются возродить Рейн, однако осознают, что им нужна кровь двух других Убийц миров. Тем временем, Саманте всё хуже и хуже. Лена узнаёт, что по мере того, как Рейн становится сильнее, Саманта становится слабее, хотя они уже не в одном теле. Ведьмы штурмуют ДЭО в поисках образцов крови Чумы и Чистоты. Несмотря на противостояние героев, им это удаётся. Рейн возрождается. Ведьмы убивают более ненужного им Ковилла, а Рейн берёт Меч Джуру и пробивается к ядру Земли. На поверхности начинаются бедствия: землетрясения, цунами, ураганы. Кара летит на поиски Рейн, тогда как М'ирнн прерывает ритуал и говорит сыну, что намеревается слиться с планетой, чтобы спасти её. Саманта решает отправиться в другое измерение, чтобы победить Рейн. |            |                                                          |                              |                                                                                         |                 |                     |
| 65 | 23         | «Битвы выигранные и проигранные» «Battles Lost and Won»  | Джесси Уорн                  | Роберт Ровнер и Джессика Куэллер                                                        | 18 июня 2018    | 1,78                |
| Землетрясения в городе ухудшаются. Супергёрл, Алура, Страж и ДЭО спасают граждан. Имра и Брейниак-5 возвращаются, чтобы остановить цунами. М'ирнн передаёт сыну воспоминание с явлением марсианского бога Х'ронмира, прежде чем слиться с Землёй и остановить катаклизм. Обнаружив ведьм, герои побеждают их. В долине, Саманта обнаруживает источник и пьёт из него, одновременно примиряясь с матерью. Получив криптонианские способности, она отправляется на сражение и пронзает Рейн мечом. Однако, смертельно раненная Рейн убивает Саманту, Мон-Эла и Алуру своим лазерным зрением. Кара берёт кольцо Мон-Эла и летит через разлом во времени, возвращаясь на несколько минут назад. Она изменяет ход битвы с помощью криптонианского минерала, который отправляет её, Рейн и Саманту в долину. Там, Саманта избивает Рейн и заставляет её выпить из другого источника, который уничтожает злодейку. Брейниак-5 решает остаться в XXI веке, так как его дальний родственник, который в первоначальной истории погиб из-за Мора, начал уничтожать все ИИ в XXX веке. Он просил Уинна занять его место в Легионе. Уинн соглашается и отправлятеся в будущее с Мон-Элом, который решает развестись с Имрой. Дж'онн уходит в отставку и назначает Алекс директором ДЭО. Кара решает остаться на Земле, тогда как Алура возвращается на Арго. Саманта, теперь уже полностью человек, возвращается домой с Руби. Лена отдаёт Алуре все запасы минерала, а также способ его создания. Однако она также тайно синтезирует небольшое количество у себя в лаборатории для экспериментов. Джеймс публично раскрывает, что он и есть Страж. Одновременно с исчезновением Рейн, в Сибири появляется двойник Кары.  |            |                                                          |                              |                                                                                         |                 |                     |

### Сезон 4 (2018—2019)
| № общий | № в сезоне | Название | Режиссёр          | Автор сценария                                                                            | Дата премьеры   | Зрители в США (млн) |
| --- | ---------- | --- | ----------------- | ----------------------------------------------------------------------------------------- | --------------- | ------------------- |
| 66 | 1          | «Американский пришелец» «American Alien»                                                                                                  | Джесси Уорн       | Сюжет : Роберт Ровнер и Джессика Куэллер Телесценарий : Гэбриел Лланас и Аадрита Мукерджи | 14 октября 2018 | 1,52                |
| После того, как Супермен отправился на Арго повидаться с соплеменниками, у Кары много забот по всему миру, включая её обязанности на работе. Бывшая помощница Лекса Лютора Мерси Грейвз и её брат Отис нападают на пришельца доктора Воуза и выкрадывают генератор ЭМИ из его лаборатории. Дж'онн считает, что это — преступление на почве ненависти, так как по всей стране люди начинают ненавидеть пришельцев. Кара отказывается в это верить. Брат и сестра собираются напасть на саммит, организованный президентом Марсден. Супергёрл спасает президента и хватает Отиса, однако Мерси удаётся бежать. Видеозапись нападения выдаёт всей стране, что их президент — инопланетянка. Тем временем, Алекс и Брэйниак пытаются найти общий язык. Грейвзы работают на загадочную фигуру, считающую себя «агентом свободы». Он убивает инопланетянку-телепата, знакомую Дж'онна. В финале показан двойник Кары, которая кулаками пробивает подземный тоннель в окружении каснийских солдат. |            | |                   |                                                                                           |                 |                     |
| 67 | 2          | «Последствие» «Fallout» | Гарри Джирджиан   | Сюжет : Дэйна Хорган Телесценарий : Мария Мадженти & Дэниел Бейти                         | 21 октября 2018 | 1,34                |
| Волна ненависти против пришельцев прокатывается по стране. Президент Марсден уходит в отставку. Мерси взламывает маскировочные генераторы пришельцев, временно их отключая. Когда Брэйни выявляется пришельцем, его шокирует как на это реагируют земляне. Дж'онн ведёт поиски пропавшей знакомой и обнаруживает собрание инопланетяноненавистников, ведомое Агентом Свобода. Мерси вламывается в «Л-Корп» и сражается с Леной, используя части экзоскелета Лекса. Кара задерживает Мерси, однако Мерси и Отис убеждают агента ДЭО по имени Дженсен выпустить их. Ния рассказывает Джеймсу, что является транс-женщиной и убеждает его написать редакторскую статью против ненависти. Мерси, Отис и Дженсен используют устройство распыления свинца, чтобы распылить в атмосфере криптонит. Супергёрл теряет сознание в полёте и падает на землю. |            | |                   |                                                                                           |                 |                     |
| 68 | 3          | «Человек из стали» «Man of Steel» | Джесси Уорн       | Роб Райт и Дерек Саймон                                                                   | 28 октября 2018 | 1,28                |
| Дж'онну удаётся поймать Кару, прежде чем она разобьётся насмерть, однако криптонит в её крови продолжает убивать её. Лена помещает Супергёрл в специальный костюм, защищающий её от заражённой атмосферы. Флэшбеки показывают как семья профессора истории Бена Локвуда переживает серию неудач, которая постепенно настраивает его против пришельцев и приводит его к Мерси Грейвз. Она даёт ему броню Агента Свобода. В настоящем, Бен не позволяет Мерси убить Дженсена, требуя чтобы агент помог им пробраться в штаб ДЭО. |            | |                   |                                                                                           |                 |                     |
| 69 | 4          | «Ахимса» «Ahimsa» | Армен Кеворкян    | Сюжет : Эрик Карраско Телесценарий : Кейти Роуз Роджерс и Джесс Кардос                    | 4 ноября 2018   | 1,23                |
| Алекс требует, чтобы Кара оставалась на базе ДЭО, так как без скафандра она умрёт. Лена и Брэйни придумывают как очистить атмосферу от криптонита. Ещё один агент ДЭО предаёт организацию и помогает Грейвзам вызволить двух пришельцев-преступников, после чего Мерси убивает его. Бен гипнотизирует этих пришельцев и насылает их на людей, чтобы испортить репутацию инопланетян. Алекс нарушает приказ президента и просит Кару помочь справиться с угрозой. Загипнотизированные пришельцы нападают на ярмарку. Каре удаётся сдержать их, однако они повреждают её скафандр. Алекс стреляет в неё из энергетического пистолета, чтобы перезарядить скафандр. Отис угрожает пробить скафандр, что убьёт Кару, однако Лена и Брэйни успевают очистить атмосферу. Прежде чем ДЭО успевают арестовать брата и сестру, один из пришельцев убивает их в отместку за гипноз. Бен вводит Дженсену гипнотического паразита в ухо. Дж'онн знакомится с человеком по имени Манчестер Блэк, который является парнем Фионы. Блэк помогает им обнаружить Фиону, однако она умирает у него на руках. Манчестер закупает оружие, чтобы отомстить. |            | |                   |                                                                                           |                 |                     |
| 70 | 5          | «Потерянный паразит» «Parasite Lost» | Дэвид Макуиртер   | Мария Мадженти и Аадрита Мукерджи                                                         | 11 ноября 2018  | 1,16                |
| Паразит позволяет Дженсену впитывать способности пришельцев, при этом убивая их. Он пользуется этими способностями при людях и скрывается, впитав часть способностей Супергёрл. Кара и Ния берут интервью у инопланетного целителя по имени Амадей в надежде побороть волну ненависти. Люди Агента Свобода нападают на Амадея и забирают его амулет, из-за чего он близок к смерти. Дженсен получает амулет, чтобы стабилизировать паразит. Полковник Хейли получает уран, чтобы остановить Дженсена, и люди ДЭО устанавливают силовой купол, чтобы ограничить силу взрыва. Джеймс и Лена встречают Бена Локвуда на пресс-саммите, где Джеймс заявляет, что Страж не поддерживает взгляды Бена. Алекс удаётся уговорить Дженсена снять амулет, после чего он впадает в кому. Джеймс считает, что если получше узнает Детей Свободы, то сможет убедить их в обратном, поэтому связывается с Беном. |            | |                   |                                                                                           |                 |                     |
| 71 | 6          | «Призыв к действию» «Call to Action» | Антонио Негрет    | Гэбриел Лланас и Дэниел Бейти                                                             | 18 ноября 2018  | 1,13                |
| Люди в масках, называющие себя Детьми Свободы, патрулируют улицы и нападают на пришельцев. Супергёрл и Манчестер Блэк вмешиваются и останавливают их. На них падают листовки, агитирующие против инопланетян. Блэк похищает Петрелли — члена Детей Свободы — и пытает его. Хейли делает Супергёрл выговор, так как защита пришельцев от людей — вне компетенции ДЭО. Она запрещает расследовать листовки. Лена и Ева испытывают неудачу в опытах с харун-элом. Кара подменяет Джеймса на телешоу, где она ведёт диспут с Беном Локвудом, который берёт верх. Джеймс знакомится с членом Детей Свободы по имени Том, который патрулирует жилые районы с собакой, которая лает на пришельцев. По-видимому, Дети Свободы используют собак, чтобы обнаруживать жилища с пришельцами и ставят на них метки, видимые только через инфракрасные линзы в их масках. Джеймс и Кара узнают, что Ния страдает от нарколепсии. Брейни и Кара удаляют метки и спасают пришельцев от погромов. Одним из пришельцев оказывается дракон, притворяющийся игуаной в террариуме девочки. Каре удаётся утихомирить существо, разгневанное нападением на девочку. Хейли признаётся, что была неправа. Манчестер убивает группу Детей Свободы. |            | |                   |                                                                                           |                 |                     |
| 72 | 7          | «Скорее падший ангел» «Rather the Fallen Angel»                                                                                           | Чад Лоу           | Дэйна Хоган и Кэти Роуз Роджерс                                                           | 25 ноября 2018  | 1,15                |
| Манчестер Блэк заманивает Супергёрл на остров Шелли — заброшенный приёмный центр для инопланетных эмигрантов. Генераторы на острове подавляют способности пришельцев, включая Супергёрл. Дети Свободы запирают её в башне и собираются взорвать её. Дети Свободы похищают Джеймса и требуют, чтобы именно он нажал на кнопку детонатора, заявив на камеру, что поддерживает их взгляды. Каре удаётся привлечь его внимание, и он сражается с Детьми Свободы. Манчестер узнаёт, что его обманули и помогает Джеймсу, а также уничтожает подавляющие генераторы, позволяя Супергёрл бросить бомбу в воздух. Тем временем, Лена проводит опыты с харун-элом, чтобы найти способ не только исцелить человеческие недуги, но и дать людям сверхчеловеческие способности. Она выбирает одного из добровольцев по имени Адам, который потерял брата во время пересадки почки. Вскоре, Лена тоже раскрывает, что потеряла мать в возрасте четырёх лет, из-за чего её отец и привёл её в дом Люторов. Адам умирает от процедуры. Не зная об этом, Джеймс пытается помириться с Леной, однако смерть Адама слишком сильно на неё повлияла. Дж'онн пытается остановить Манчестера, который использует телепатический усилитель, чтобы Дж'онн смог прочитать его мысли и узнаёт об убийствах и пытках Детей Свободы. Дж'онн рыдает на руках у Кары. |            | |                   |                                                                                           |                 |                     |
| 73 | 8          | «Банкер-Хилл» «Bunker Hill» | Кевин Смит        | Роб Райт и Эрик Карраско                                                                  | 2 декабря 2018  | 1,26                |
| Ния просыпается от кошмара, в котором был Агент Свобода. Кара и Дж'онн обследуют квартиру Манчестера и обнаруживают его кастет. Ния раскрывает Каре, что является пришельцем с планеты Налтор, и что некоторые представители её расы обладают даром ясновидения. С помощью Кары и Брейни, Ния отслеживает видение на заброшенную фабрику отца Бена Локвуда. Кара узнаёт личность Агента Свобода. Тем временем. Манчестер заявляется в дом Бена и притворяется его одноклассником, прежде чем взять Бена и его жену в заложники. Он вынуждает Бена рассказать жене всю правду, а также надеть костюм Агента Свобода. Бену и его жене удаётся бежать на завод по переработке энного металла, однако там их настигает Манчестер. Кара и Ния останавливают Манчестера и Бена, отправляя обоих в тюрьму. Дж'онн навещает Манчестера. Возле тюрьмы собирается толпа протестующих, включая жену Локвуда, и все скандируют «Свобода». Президент требует, чтобы Супергёрл раскрыла свою личность. Она отказывается, и он её увольняет. Тем временем, на Земле-90, загадочная фигура заполучает древнюю книгу, уничтожив множество героев, и говорит Флэшу того мира, что все умрут из-за того, что он не преуспел. |            | |                   |                                                                                           |                 |                     |
| 74 | 9          | «Иные миры, часть 3» «Elseworlds, Part 3»                                                                                                 | Джесси Уорн       | Сюжет : Марк Гуггенхайм Телесценарий : Дерек Саймон и Роберт Ровнер                       | 11 декабря 2018 | 2,17                |
| См. начало в сериалах «Флэш» и «Стрела». Супермён в чёрном оказывается самим Диганом, вновь переписавшим реальность. Он держит Кару в камере под С.Т.А.Р. Лабс, где находится его штаб-квартира, в которой работают Диггл, Убийца Мороз и Алекс. Барри и Оливер находят Циско, который является преступником. Он помогает им добраться до Земли-38, где они заручаются помощью Кларка. Кара убеждает Алекс отпустить её. Пока Кларк сражается с Диганом, Барри, Кара и Алекс обнаруживают Книгу судьбы в хранилище. Супермен берёт книгу и начинает возвращать реальность обратно, сперва вновь превращая Барри в Флэша и Оливера в Зелёную стрелу. Диган останавливает его и улетает с книгой. Барри и Кара решают замедлить время, совершая круги вокруг Земли в противоположных направлениях. Кларк раскрывает, что прочитал в книге их судьбу — они умрут, если так поступят. Они всё равно решаются на этот ход. Оливер отправляется на встречу с Монитором, убеждая его, что Барри и Кара нужны ему гораздо больше, чем он сам. Барри и Кара замедляют Землю и выживают. Диган призывает АМАЗО, однако на помощь Кларку заявляются Оливер, Дж'онн, Брейни и Лоис. Брейни уничтожает робота, а Лоис и Оливер останавливают Дигана, возвращая реальность на место. Жители Земли-38 возвращаются в свой мир. Кларк и Лоис говорят Каре, что Лоис беременна и что они решили улететь на Арго по крайней мере на год, оставляя Землю в руках Кары. Кларк делает Лоис предложение, она соглашается. Барри и Оливер отмечают победу в баре, осознав многое друг о друге. Оливер получает звонок от Бэтвумен, которая говорит, что Дигана поместили в «Аркхем» и что он подружился с Психо-Пиратом. |            | |                   |                                                                                           |                 |                     |
| 75 | 10         | «Подозрительные умы» «Suspicious Minds»                                                                                                   | Рэйчел Талалэй    | Мария Мадженти и Гэбриел Лланас                                                           | 20 января 2019  | 1,04                |
| Кара принимает сигнал бедствия с сухогруза и обнаруживает там военных, на которых нападают какие-то невидимые существа, которых Кара воспринимает как серебристый блеск. Выживает только один солдат. Во время расследования, становится известно, что правительство США заполучило в руки несколько детёнышей расы мореев, представители которой могут становиться невидимыми. Военные превратили детёнышей в совершенных убийц, однако президент затем приказал закрыть проект и ликвидировать мореев. Мореи теперь нападают на тех, кто в ответе за их страдания, включая полковника Хэйли. Два оставшихся морея нападают на ДЭО, однако их удаётся обезвредить. Хэйли желает узнать личность Кары и допрашивает всех сотрудников. Некоторым известна её личность, и одна сотрудница всё же прокалывается. Хэйли пытается шантажировать Кару, так что сёстрам приходитсся попросить помощи у Дж'онна, который стирает эти воспоминания у Хэйли. К сожалению, желание узнать личность Кары стереть нельзя, и Хэйли находит новый способ. Алекс и Дж'онн решают стереть воспоминания о личности Кары у всех знающих сотрудников ДЭО, включая Алекс, но кроме Брэйни, который способен на время заблокировать любые воспоминания. Алекс будет всё ещё знать Кару как сестру, но не будет знать то, что она — Супергёрл. Брэйни пытается уговорить Нию стать супергероем, а Джеймс узнаёт про опыты Лены. Тем временем, каснийские военные тренируют двойника Кары для какой-то цели. |            | |                   |                                                                                           |                 |                     |
| 76 | 11         | «Кровная память» «Blood Memory» | Шэннон Коли       | Джессика Куэллер и Дана Хоган                                                             | 27 января 2019  | 1,34                |
| Кара чувствует, что что-то в её отношениях с Алекс изменилось после стирания воспоминаний о том, что она — Супергёрл. Алекс и Брэйни расследуют группу студентов, ведущих себя как дикари благодаря новому наркотику. Алекс пытается разобраться во всём, но чувствует будто часть её воспоминаний отсутствует. Она просит Дж'онна покопаться у неё в голове. Он лжёт ей и говорит, что всё на месте, тем самым успокаивая её. Тем временем, Кара отправляется с Нией в её родной городок. Её сестра Мейв всю жизнь мечтает о том, что получит способности матери видеть будущее. Ния видит сон, в котором её мать исчезает. Вскоре её мать кусает ядовитый паук, и она умирает. На похоронах, на граждан городка нападают Дети свободы, принявшие наркотик. Кара и агенты ДЭО останавливают их. Мейв узнаёт, что Ния унаследовала способности их матери и ссорится с сестрой. Кара раскрывает Ние свою личность, чтобы успокоить её. Алекс ведёт себя с Супергёрл почти как Хэйли. Дж'онн объясняет, что удаление воспоминаний о Супергёрл также удалило эмпатию Алекс к пришельцам. Тем временем, двойник Кары в Каснии теряет сознание, и у неё из носа течёт кровь. |            | |                   |                                                                                           |                 |                     |
| 77 | 12         | «Зверинец» «Menagerie» | Стефан Плесжински | Сюжет : Роберт Ровнер Телесценарий : Дэниел Бейти и Грег Болдуин                          | 17 февраля 2019 | 1,15                |
| На воровку Памелу Феррер чуть на голову не падает метеорит, в котором оказывается змееподобное существо-симбионт. Памела добровольно становится одним целым с этим существом и называет себя Зверинцем, получив способность напускать на людей ядовитых змей, а также летать. Она использует эти способности, чтобы грабить богачей, тогда как симбионт поедает их сердца. На помощь заявляется Ния в костюме матери и помогает Каре. Супергёрл в конце концов удаётся победить Зверинец, однако голову симбионту отрубает Джордж Локвуд — сын Агента Свобода. Согласно опросам, Бен Локвуд является гораздо более популярным, чем президент США, поэтому президент решает выпустить Локвуда из тюрьмы, сославшись на то, что терроризм против пришельцев законом ненаказуем. В тюрьме, Памела, в которой всё ещё находится часть симбионта, получает письмо от Манчестера Блэка. Ния просит Брейни помочь ей тренироваться, чтобы стать настоящей супергероиней. Полковник Харпер предлагает Лене сотрудничать с правительством в её исследованиях по суперспособностям. Джеймс категорически против этого, и Лена решает разойтись с ним. |            | |                   |                                                                                           |                 |                     |
| 78 | 13         | «Что может быть смешным истина, справедливость и американский образ жизни?» «What's So Funny About Truth, Justice, and the American Way?» | Алексис Острандер | Эрик Карраско и Аадрита Мукерджи                                                          | 3 марта 2019    | 1,14                |
| Манчестер Блэк и Зверинец сбегают из тюрьмы с помощью Шляпы и самки мореев. Они формируют команду под названием «Элита». Котелок Шляпы обладает способностью прятать что угодно в пятом измерении. Тем временем, Брейни тренирует Нию в Крепости Одиночества. Супергёрл узнаёт от Элиты, что президент Бейкер собирается запустить спутник, который будет сбивать любой космический корабль, летящий на Землю. Она просит президента передумать, но он отказывается. Элита штурмует военную базу, на которой готовится запуск спутника. Супергёрл, Ния, Брейни, Алекс и Дж'онн прибывают, и им удаётся остановить Элиту. Однако Манчестер вовсе не собирается уничтожать спутник. Вместо этого, он перепрограммирует его уничтожить Белый Дом. Каре удаётся уничтожить спутник. Элита ускользает, вместе с кольцом Легиона, украденное Шляпой у Брейни. Президент предлагает Бену Локвуду пост директора по делам пришельцев. |            | |                   |                                                                                           |                 |                     |
| 79 | 14         | «Выстоять и сделать» «Stand and Deliver»                                                                                                  | Энди Армаганян    | Роб Райт и Джесс Кардос                                                                   | 10 марта 2019   | 1,05                |
| Супергёрл, Ния и Дж'онн ловят Зверинец и передают её в руки ДЭО. Алекс получает задание охранять Локвуда. Элита совершает на него покушение во время публичного выступления. Затем они проникают в Крепость Одиночества и заполучают некоторые образцы криптонианских технологий. Манчестер якобы погибает, однако его спасает Шляпа. Кара и Ния ловят морея и сдают её ДЭО. Локвуд организует очередное публичное выступление, где он агитирует за упразднение закона «об амнистии пришельцев». В ответ, Брейни тайно организует мирный марш пришельцев и их союзников, к которому присоединяются Кара, Ния и Дж'онн. Во время накала страстей, Манчестер и Шляпа используют криптонианские устройства, чтобы спровоцировать обе толпы на драку. Усилиями ДЭО и героев, серьёзных увечий удаётся избежать. Джеймс делает несколько снимков, в которых люди помогают пришельцам и наоборот. В результате, президент решает отложить упразднение закона. Шляпу также арестовуют сотрудники ДЭО, однако Манчестеру удаётся скрыться. Дж'онн вновь становится Охотником и отправляется на его поиски. Джеймс получает пулю в спину от неизвестного стрелка. |            | |                   |                                                                                           |                 |                     |
| 80 | 15         | «О, где же ты, брат?» «O Brother, Where Art Thou?»                                                                                        | Тауния Маккирнан  | Дерек Саймон и Никки Холкомб                                                              | 17 марта 2019   | 1,07                |
| Четыре года назад, Лекс Лютор создал над Метрополисом красное небо, чтобы убить Супермена, но его поймали. А теперь, Лекс умирает от рака, и его переводят под конвоем в дом Лены, так как он знает, что лекарство сестры сможет его спасти. Тем временем, Дж'онн и Кара продолжат поиски Манчестера, который раздобыл посох Х'ронмира и использует его, чтобы вынудить Дж'онна забыть про пацифизм. Джеймс лежит в больнице. Во время операции, в городе пропадает электричество из-за нападения Манчестера на гидроэлектростанцию. В ярости, Дж'онн убивает Манчестера, а Кара спасает город от наводнения. Лена желает воспользоваться лекарством, чтобы спасти Джеймса, и приехавшая в город сестра Джеймса Келли соглашается. Джеймс спасён. Ния целует Брейни, однако он говорит ей, что между ними ничего не получится. Лена догадывается, что Лекс подстроил так, чтобы отказали запасные генераторы больницы и тем самым Лене пришлось проверить лекарство на Джеймсе. Оказывается, одним из сопровождавших его полицейских всё это время был Отис, которые всё ещё жив. Лекс признается, что Отис стрелял в Джеймса, а теперь ввёл Лексу лекарство. Ева оказывается всё это время работала на Лекса. Отис отключает Лену хлороформом, оставляя её на попечение Евы. Лекс и Отис взлетают на вертолёте, однако перед ними появляется Супергёрл. |            | |                   |                                                                                           |                 |                     |
| 81 | 16         | «Дом Л» «The House of L» | Карл Ситон        | Дейна Хоган и Эрик Карраско                                                               | 24 марта 2019   | 1,12                |
| Девять месяцев назад, чёрный криптонит создал в Казнии двойника Супергёрл. Двойник не помнит ничего. Казнийские военные обучают девушку русскому языку и проверяют её способности. Затем генерал связывается с Лексом, которому удаётся на время ускользнуть из тюрьмы. Лекс начинает обучать её как пользоваться своими способностями, а также учит её английскому языку и шахматам. Он внушает ей ненависть к капитализму и Америке вообще, желая создать угрозу Америке, от которой он затем сможет её спасти и стать героем. Тем временем, он посылает Отиса завербовать Бена Локвуда и создать внутреннюю угрозу в стране, а Еву — помочь Лене работать над чёрным криптонитом. Когда двойник начинает умирать, Лекс облучает себя радиацией, чтобы вынудить сестру найти лекарство из чёрного криптонита. В настоящем времени, Лекс сражается с Супергёрл и побеждает её, так как чёрный криптонит наделил его суперсилой. Затем он отправляется в Казнию и делает двойнику переливание крови, спасая её жизнь. Он нарекает её «Красной дочерью» и дарит ей собственный костюм. |            | |                   |                                                                                           |                 |                     |
| 82 | 17         | «Всё о Еве» «All About Eve» | Бен Брэй          | Сюжет : Гэбриел Лланас Телесценарий : Кейти Роуз Роджерс и Брук Пол                       | 31 марта 2019   | 1.06                |
| Конгресс готовится отменить закон «об амнистии пришельцев». Супергёрл, Алекс и Лена ведут поиски Евы, надеясь использовать её против Лекса. Они узнают, что Ева дала лекарство и суперсилы своей тёте, умирающей от рака. От тёти они узнают о лаборатории Евы в университете. Там они обнаруживают кусок чёрного криптонита, и Лене приходится признаться во всём. Супергёрл её прощает. Они узнают, что Отиса оживили с помощью технологии Металло, после чего на них нападает один из Металло. Лена и Алекс его уничтожают. Также узнают, что это Ева стреляла в Джеймса, а не Манчестер. Джеймс отправляется в Вашингтон, чтобы разузнать что Бен Локвуд знает о Лексе. Во время провозглашения отмены закона, на Белый дом нападает Красная дочь, одетая в костюм Супергёрл в то время как Ева задерживает настоящую Супергёрл и не даёт ей вмешаться. Президент объявляет военное положение, а Супергёрл — врагом общества номер один, но даже полковник Хейли не верит, что Супергёрл способна на такое. Лена и Алекс решают помочь Супергёрл доказать её невиновность и раскрыть планы Лекса. Лена идёт к Лилиан и показывает ей планы Лекса убить мать. Лилиан решает помочь Лене. Тем временем, Дж'онн медитирует и пытается понять кто он такой. Ему является его отец, который якобы отбирает у него священные символы. На самом деле, видение отца просто хочет, чтобы Дж'онн признал себя Марсианским охотником, а не следовал по его пятам. Дж'онн решает отправиться на Марс и вернуть символы в том месте, где их подарил марсианам Х'ронмир. Джеймс признаёт, что страдает от посттравматического стресса и просит сестру-психолога помочь ему. |            | |                   |                                                                                           |                 |                     |
| 83 | 18         | «Преступление и наказание» «Crime and Punishment»                                                                                         | Антонио Негрет    | Сюжет : Роб Райт Телесценарий : Линдсэй Стурман и Аадрита Мукерджи                        | 21 апреля 2019  | 0,99                |
| Супергёрл и Лена отправляются в тюрьму, чтобы обследовать камеру Лекса. Они шантажируют начальника тюрьмы информацией о том, что он брал деньги у Лекса, и он даёт им доступ. Во время осмотра камеры, в тюрьму заявляется Отис. Он убивает начальника и открывает все камеры. Супергёрл отправляется сражаться с ним, а Лена обнаруживает потайной ход, ведущий в секретную комнату. Супергёрл сражается с Отисом, но он оказывается киборгом-Металло и оказывается слишком силён. В тюрьму врывается национальная гвардия. Лекс дистанционно взрывает Отиса, однако Супергёрл и Лена вовремя сбегают. Кара получает копию жёсткого диска Лекса от заключённого хакера, которые является большим фанатом её статей. Президент устанавливает комендантский час и объявляет Супергёрл террористом. Бен Локвуд заявляется в ДЭО и требует от них оружия, способного уничтожить Супергёрл, а также чтобы полковник Хэйли вызвала Супергёрл. Алекс удаётся убедить полковника послать сигнал, предупреждающий Супергёрл о ловушке. Разгневанный Локвуд отправляется к президенту, который разрешает ему завербовать Детей свободы. Брэйни удаляет список известных пришельцев, однако оставляет копию у себя в голове. Ние снится как Брэйни берут в плен Дети свободы. Тем временем, Джеймс продолжает испытывать приступы паники. Терапевт предоставляет ему метод успокоения. Однако на работе он внезапно осознаёт, что у него чрезвычайно обострены чувства и повышается физическая сила. Он понимает, что страдает не от посттравматического стресса и решает поговорить с Леной о лекарстве. |            | |                   |                                                                                           |                 |                     |
| 84 | 19         | «Американские мечтатели» «American Dreamer»                                                                                               | Дэвид Хэрвуд      | Сюжет : Дэйна Хорган Телесценарий : Дэниел Бейти и Джесс Кардос                           | 28 апреля 2019  | 1,14                |
| Брейни пытается помочь Джеймсу совладать с психической травмой, войдя в его воспоминания. Как оказалось, травма связана не с ранением, а с похоронами отца, во время которых пара ребят заперли Джеймса в гробу. Келли помогает брату успокоиться и обрести контроль над своими новыми способностями. Лена тщётно пытается найти способ извлечь чёрный криптонит из Джеймса. Бен Локвуд начинает устраивать рейды на пришельцев, однако его людям противостоит Ниа в костюме Дример. Кара работает над статьёй о Лексе и просит сестру сослуживца помочь ей раздобыть информацию, из которой становится известно, что Лекс приобрёл ракетную базу в Казнии. Кара берёт интервью у Дример, чтобы показать стране, что нет нужды бояться пришельцев. В «КэтКо» заявляется Локвуд с солдатами, чтобы арестовать Дример. Алекс вырубает свет, и Ниа, Кара и Брейни сражаются с ними, пока не появляется Джеймс и не ломает Локвуду руку требуя, чтобы тот убирался из его офиса. Локвуд возвращается домой и обнаруживает, что его жену убила супруга одного из пришельцев, арестованного им, тогда как его сын начинает сомневаться в необходимости жестокого обращения с пришельцами. Тем временем, Дж'онн оставляет символы в марсианской пустыне, и призрак отца благодарит его и советует ему вернуться на Землю к своей новой семье. |            | |                   |                                                                                           |                 |                     |
| 85 | 20         | «Настоящая мисс Тессмахер, вы можете встать, пожалуйста?» «Will the Real Miss Tessmacher Please Stand Up?»                                | Шэннон Коли       | Сюжет : Дерек Саймон Телесценарий : Кейти Роуз Роджерс и Натали Абрамс                    | 5 мая 2019      | 1,05                |
| Кара и Лена отправляются в Казнию. На подлёте к базе Лекса, их самолёт сбивает зашитная система, однако Каре удаётся совершить посадку. Там они обнаруживают лабораторию, в которой Лекс проводил опыты над пришельцами-преступниками, которых ему поставляла глава аппарата Белого дома. Они обнаруживают на базе Еву, однако это на самом деле не Ева, а дело рук пришельца по кличке Копия. Они узнают о существовании Красной дочери, а Кара узнаёт, что Лексу известна её личность. Они вовремя сбегают с базы, прежде чем она самоуничтожается, и забирают с собой доказательства того, что Казния готовится к вторжению в США и что глава аппарата является предателем. Кара собирается раскрыть свою тайну Лене, однако решает повременить с этим. Она идёт к президенту с доказательствами, однако он забирает документы и приказывает схватить её. Тем временем, Бен Локвуд уходит с похорон жены и отправляется в ДЭО требуя, чтобы сотрудники департамента нашли Дример и убийцу его жены. Джордж умоляет отца побыть с ним в этот трудный час, однако Бен жаждет мести. Он вламывается в лабораторию Лены и забирает сыворотку из чёрного криптонита поняв, что именно так Джеймс получил свои новые способности. Сотрудники ДЭО обнаруживают где скрылась убийца жены Локвуда. Он возглавляет штурм на убежище и приказывает сотрудникам ДЭО взять всех. На пути у них становятся Страж и Дример. Брейни также призывает коллег ослушаться приказа и отпустить невиновных. В ярости, Бен вводит сыворотку себе и обретает сверхчеловеческую силу. Он сражается с героями, но затем появляется Дж'онн и помогает им одолеть его. Джеймс бросает Локвуда в бензовоз, однако тот выходит из взрыва невредимый. Джордж обвиняет отца в смерти матери и уходит. Алекс узнаёт, что беременная молодая девушка желает отдать ребёнка ей. Келли помогает ей справиться со стрессом. Но затем мать ребёнка решает всё-таки отсавить его себе, и Келли вновь приходится успокаивать разбитую Алекс. |            | |                   |                                                                                           |                 |                     |
| 86 | 21         | «Красный рассвет» «Red Dawn» | Алексис Острандер | Сюжет : Линдсэй Стурман Телесценарий : Гэбриел Лланас и Эрис Карраско                     | 12 мая 2019     | 1,11                |
| Кару относят в помещение, где её пытается убить замаскированная Красная дочь, однако Каре удаётся бежать. Лена допрашивает Бена о планах Лекса, но тот ничего не знает, однако у него начинают выпадать волосы как побочный эффект сыворотки. Дж'онн, Дример и Брейни пытаются внедриться на базу, чтобы спасти похищенных пришельцев, однако Дример и Брейни попадают в плен, и пытки над вторым приводят к тому, что в нём просыпается хладнокровный интеллект его предков. Он вырывается из плена, после чего предаёт Дример и Дж'онна, чтобы воспользоваться ими в качестве приманки. Бен обнаруживает Отиса, который ненароком выдаёт Джеймсу и Лене, что Лекс собирается предать Казнию и предстать перед всеми как герой. Бен убивает Отиса. Лена вынуждает мать разработать способ нейтрализовать сыворотку, однако Джеймс не желает терять сверхспособности, так что Лиллиан вводит ему очередную дозу сыворотки. К матери Алекс приходит Красная дочь под видом Кары. Кара летит туда и сражается с ней. Красная дочь демонстрирует новые способности, затемняя пространство вокруг Кары и останавливая её сердце. Алекс вспоминает всё и убеждает умирающую сестру впитать солнечную энергию из растений вокруг неё. Лекс надевает свой экзоскелет и стреляет в Красную дочь. Президент заявляет по телевизору, что Лекс героически остановил Супергёрл, которая якобы планировала помочь казнийцам захватить США. Полковник Хэйли сообщает Алекс истинное предназначение боевого спутника. |            | |                   |                                                                                           |                 |                     |
| 87 | 22         | «Борьба за мир» «The Quest for Peace» | Джесси Уорн       | Сюжет : Роберт Ровнер и Джессика Куэллер Телесценарий : Роб Райт и Дерек Саймон           | 19 мая 2019     | 1,07                |
| Лекс останавливает вторжение войск Казнии, которое сам же и начал. Президент помилует его и назначает его директором по делам пришельцев, взамен Бена Локвуда. Дж'онн и Дример попадают на остров Шелли, где порабощённые пришельцы настраивают боевой спутник, с помощью которого Лекс собирается уничтожить Арго и убить своего заклятого врага Супермена. Кара использует собранные ей доказательства, чтобы раскрыть истинную личность Лекса народу. Дж'онн и Ния сбегают из плена и уничтожают спутник, тогда как Брейни вновь становится самим собой и признаётся Ние в любви. Кара, Алекс и Джеймс прибывают на остров, чтобы сражаться с Лексом и Беном. Джеймс и Бен используют устройства, чтобы извлечь чёрный криптонит друг из друга, однако Джеймс при этом теряет глаз. Преданная Лексом Красная дочь жертвует собой, чтобы спасти Кару, после чего её тело сливается с Карой, придавая ей достаточно энергии, чтобы победить Лекса в его костюме. Лекс телепортируется в своё логово, но там его дожидается Лена, которая убирает его способности и стреляет в него. Перед смертью, Лекс раскрывает ей правду о Каре, а также то, что все ей лгали. Бен и президент арестованы, тогда как вице-президент восстанавливает закон «об амнистии пришельцев». Сын Локвуда публично призывает землян и пришельцев отбросить разногласия и жить дружно. Келли и Алекс признаются в близких чувствах друг к другу. Лена делает вид, что продолжает ничего не знать. Ева пытается бежать, но её перехватывает представитель «Левиафана», которые отказываются её отпускать, несмотря на провал Лекса. Тем временем, Мар Нову выпускает на Землю брата Дж'онна, прежде чем вернуть Лекса к жизни. |            | |                   |                                                                                           |                 |                     |

### Сезон 5 (2019—2020)
| № общий | № в сезоне | Название                                                                           | Режиссёр            | Автор сценария                                                                     | Дата премьеры   | Зрители в США (млн) |
| --- | ---------- | ---------------------------------------------------------------------------------- | ------------------- | ---------------------------------------------------------------------------------- | --------------- | ------------------- |
| 88 | 1          | «Горизонт событий» «Event Horizon»                                                 | Джесси Уорн         | Дерек Саймон и Никки Холкомб                                                       | 6 октября 2019  | 1,26                |
| Узнав о том, что Кара и есть Супергёрл, Лена сражается с Карой в виртуальном симуляторе. Она также продаёт «КэтКо» Андрее Рохас. Андреа заменяет Джеймса на посту главного редактора и решает перейти на таблоидный журнализм, чтобы увеличить тираж. Алекс убеждает Кару рассказать Лене всю правду на вечеринке в честь получения Карой Пулитцеровской премии. Внезапно на вечеринку нападает бывшая узница фантомной зоны по имени Полночь, которую Дж'онн упрятал туда после того, как она помогла белым марсианам во время гражданской войны. Кара всё рассказывает Лене и мирится с ней, прежде чем надеть новый костюм, созданный Брейни взамен старого. Вместе, героям удаётся остановить Полночь и вернуть её в фантомную зону. Оказывается, Лена так и не простила Кару, однако она передумала выдавать её тайну. Она желает «исправить» человечество от необходимости лгать. Джеймс увольняется, не желая сосредотачиваться на сенсационализме как того хочет Андреа. Оказывается, Полночь освободил Малефик — брат Дж'онна, поклявшийся отомстить ему, хотя Дж'онн не помнит о том, что у него когда-либо был брат. Ева возвращается в город, но кто-то её похищает. |            |                                                                                    |                     |                                                                                    |                 |                     |
| 89 | 2          | «Незнакомец рядом со мной» «Stranger Beside Me»                                    | Дэвид Макуиртер     | Дэйна Хоган и Кейти Роуз Роджерс                                                   | 13 октября 2019 | 0,97                |
| С помощью Келли, Дж'онн узнаёт, что его воспоминания о марсианской гражданской войне были изменены. Малефик действительно является его братом и предал зелёных марсиан белым. Лена, похитившая Еву, желает воспользоваться технологией Андреи, наделив всех людей верностью и альтруизмом с помощью своего искусственного интеллекта Хоуп. Она позволяет Хоуп захватить тело Евы. Новый коллега Кары начинает следить за ней. |            |                                                                                    |                     |                                                                                    |                 |                     |
| 90 | 3          | «Размытые линии» «Blurred Lines»                                                   | Эрик Дин Ситон      | Линдси Стурмэн и Дж. Холтэм                                                        | 20 октября 2019 | 0,92                |
| Дж'онн просит Нию помочь ему восстановить все воспоминания. Он узнаёт, что Малефик с детства мог управлять другими, однако не обладал телепатией, поэтому их отец запер его на долгие годы. Малефик вырос в изоляции и подружился с белыми марсианами. После его предательства, Дж'онн стёр воспоминания отца и всех остальных о Малефике. Малефик обманом убеждает Келли помочь ему вернуть свои способности. В процессе этого, Келли получает способность видеть его в любой личине. Тем временем, Кара и Джеймс преследуют пришельца, которая стреляет паутиной и нападает с помощью нарисованных пауков. Алекс извлекает пришельца из тела женщины и пытается допросить её, однако загадочная тень убивает женщину. Лена просит Кару выкрасть из правительственного хранилища записи Лекса. Ния наконец решает искренне поговориить с Брейни об их отношениях. |            |                                                                                    |                     |                                                                                    |                 |                     |
| 91 | 4          | «На виду у всех» «In Plain Sight»                                                  | Дэвид Макуиртер     | Джей Фаэрбер                                                                       | 27 октября 2019 | 0,95                |
| С помощью Нии, Кара узнаёт, что Уильям проводит тайное расследование Андреи, считая её преступницей. Она не позволяет новому злодею убить Елену Торрес и передаёт её в руки ДЭО. Джеймс и Келли возвращаются в свой родной городок, который погряз в коррупции из-за присутствия новой тюрьмы, где люди получают незаслуженно длинные сроки за мелкие преступления. Там они знакомятся с парнем по имени Саймон, которому Джеймс решает помочь. Малефик управляет Алекс, однако Кара и Дж'онн спасают её. Брейни и Ния мирятся, а Джеймс покидает Нэшнл-сити и становится главным редактором газеты своего городка. Становится известно, что Малефик был отправлен не в Фантомную зону, а в лабораторию Лены. Она предлагает марсианину союз. |            |                                                                                    |                     |                                                                                    |                 |                     |
| 92 | 5          | «Опасные связи» «Dangerous Liaisons»                                               | Алисс Лейте-Роджерс | Роб Райт и Дэниел Бейти                                                            | 3 ноября 2019   | 0,78                |
| Лена обещает помочь Малефику побороть его ментальный блок, не позволяющий ему убить Дж'онна, взамен на то, что он позволит ей провести над ним опыты с целью копирования его способности внушения. Но она нарушает сделку и использует его собственную способность, чтобы удерживать его в плену. Кара и Уильям следуют по пятам киллера по прозвищу Рвущий Рёв, которого Уильям подозревает в убийстве его лучшего друга Рассела Роджерса. Рвущий Рёв выкрадывает лазерное оружие с армейской базы и использует его, чтобы устроить разрушительный потом, однако Супергёрл, Дж'онн и Дример предотвращают жертвы и хватают киллера. Становится известно, что он и есть Рассел Роджерс, что он знает Андрею и что он находится под контролем Левиафана, а не семьи Рохас, как полагал Уильям. Андреа успешно проводит запуск новой технологии. К Андрее приходит пожилая представительница Левиафана, которая рассказывает ей что случилось с Рвущим Рёвом. |            |                                                                                    |                     |                                                                                    |                 |                     |
| 93 | 6          | «Уверенность женщин» «Confidence Women»                                            | Шэннон Коли         | Дэйна Хорган и Никки Холкомб                                                       | 10 ноября 2019  | 0.84                |
| Андреа и Лена вспоминают как они познакомились и как их дружба пошатнулась. В поисках медальона Акраты, Андреа впервые сталкивается с Левиафаном, которые вынуждают её убить губернатора Харпера и Кэролин О'Коннор, а также объясняют как использовать силу медальона, чтобы обрести власть над тенями. Левиафан также вынуждает Роджерса стать Рвущим Рёвом. В настоящем, Андреа получает задание убить пойманного Роджерса, однако её первая попытка проникнуть в штаб-квартиру ДЭО терпит неудачу. Она просит помощи у Лены, которая отвлекает внимание Супергёрл, пока Андреа (в костюме Акраты) не штурмует ДЭО с помощью технологии внушения. Ей удаётся сбежать с Роджерсом. Во время штурма, Супергёрл узнаёт о Левиафане. Андреа отдаёт Лене медальон и пытается сбежать с Роджерсом, однако их перехватывают люди Левиафана, которые убивают Роджерса. Она говорит им, что отдала медальон, однако они объясняют, что ей он больше не нужен, чтобы быть Акратой. Алекс и Лена проводят независимые расследования, пытаясь разузнать побольше о Левиафане. |            |                                                                                    |                     |                                                                                    |                 |                     |
| 94 | 7          | «Дрожь» «Tremors»                                                                  | Энди Армаганян      | Дж. Холтэм и Кейти Роуз Роджерс                                                    | 17 ноября 2019  | 0.79                |
| Пожилая представительница Левиафана пытается забрать медальон у Лены, однако Лена готова к попытке и вынуждает старуху отступить. Это вынуждает верхушку организации действовать. Дж'онн испытывает видения о Малефике. Когда он просит помощи у духа отца, тот объясняет, что Малефик всё ещё на Земле и советует сыну войти в ментальный контакт с братом, чтобы помириться. Дж'онн проникает в лабораторию Лены и предлагает брату войти в ментальную связь. Малефик согласен и, впоследствии, прощает брата. На Лену нападает агент Левиафана по имени Рама Хан — древний пришелец с планеты Джарханпур, прибывший на Землю миллионы лет назад и ставший её хранителем. Рама Хан способен управлять землёй и требует, чтобы Лена вернула ему медальон. В ДЭО, Брейни узнаёт местонахождение Левиафана и отправляется туда с Алекс, тогда как Лена и Кара отправляются в Крепость Одиночества, надеясь найти оружие, способное справиться с Рама Ханом. Он отслеживает их и нападает на Супергёрл. Им удаётся отбить нападение, однако Лена перепрограммирует защитную систему Крепости и раскрывает, что убила Лекса и что уже давно знает тайну Супергёрл. Она забирает Мириаду и уходит. |            |                                                                                    |                     |                                                                                    |                 |                     |
| 95 | 8          | «Гнев Рама Хана» «The Wrath of Rama Khan»                                          | Маркус Стоукс       | Линдси Стурман и Джесс Кардос                                                      | 1 декабря 2019  | 0.87                |
| Алекс и Брейни вызволяют Кару из Крепости. Алекс считает, что Лену уже не переубедить, однако Кара несогласна с этим. Лена пытается использовать Мириаду и кью-волны, чтобы «исправить» всех людей на Земле. Скрепя сердце, Алекс позволяет Малефику искупить вину и отразить атаку Лены своими собственными кью-волнами. Тем временем, Рама Хан приводит Андрею к жерлу спящего супервулкана и желает пробудить его, чтобы уничтожить Нэшнл-сити и изрядную часть страны. Андреа пытается предупредить ДЭО, однако Рама Хан использует свой посох, чтобы подпитывать вулкан силой Акраты. Кара сражается с Рама Ханом, тогда как Дж'онн останавливает извержение. Андреа пытается замуровать Рама Хана в смоляной яме, однако Гамемна —— коллега Рама Хана — возвращает его в штаб-квартиру Левиафана и говорит ему, что её назначили главной. ФБР штурмует лабораторию Лены, однако Хоуп берёт всю вину на себя в качестве Евы и попадает под арест. Позже, Дж'онн советует брату вернуться на Марс и работать с М'ганн и повстанцами, чтобы положить конец войне. Малефик улетает на корабле брата, после чего появляется Монитор и объясняет Дж'онну, что выпустил Малефика на волю, чтобы проверить Дж'онна перед кризисом. Монитор возвращается в своё логово, где его дожидается оживлённый Лекс. Лекс соглашается помочь ему взамен на какую-то услугу, связанную с Леной. Тем временем, на Земле-1, «Нэш» Уэллс активирует семь символов на стене и исчезает в портале. |            |                                                                                    |                     |                                                                                    |                 |                     |
| 96 | 9          | «Кризис на Бесконечных Землях: Часть первая» «Crisis on Infinite Earths: Part One» | Джесси Уорн         | Сюжет: Роберт Ровнер и Марк Гуггенхайм Телесценарий: Дерек Саймон и Джей Фаэрбер   | 8 декабря 2019  | 1,67                |
| Начало кроссовера, который продолжается в сериалах «Бэтвумен», «Флэш», «Стрела» и «Легенды завтрашнего дня». Начинается Кризис. На разных Землях в мультивселенной небо загорается красным цветом: на Земле-89, на Земле-9, на Земле-X и на Земле-66. На Земле-38 происходит серия землетрясений. Брейни засекает приближение волны антиматерии к Арго. Кара предупреждает Кларка и Лоис об этом. Кенты успевают отправить своего сына Джонатана в спасательной капсуле, прежде чем волна уничтожает Арго. Тем временем, на Земле-1 Предвестница собирает Барри Аллена, Кейт Кейн, Оливера Квина, Мию Смоук, Сару Лэнс и Рэя Палмера. Она телепортирует на Землю-38 их всех, а также Кларка и Лоис, но мать Кары спасти не удаётся. Предвестница объясняет всем угрозу, которую представляет Анти-Монитор, а Монитор поднимает из-под земли квантовую башню, которая сдерживает волну антиматерии, пока ДЭО и Лена эвакуируют Землю. Капсула с Джонатаном попадает во временную червоточину и приземляется на Земле-16 в Стар-Сити в 2046 году. Лоис, Сара и Брейни отправляются за ним, и встречают престарелого Оливера, который говорит, что на этой Земле Сара погибла при крушении «Гамбита Квинов» и не стала Белой Канарейкой. На Земле-38 Оливер нарекает Мию новой Зелёной стрелой, а когда узнаёт о будущем Барри, то спорит с Монитором об их сделке. Герои сдерживают армию теневых демонов Анти-Монитора в башне, пока Монитор не телепортирует остальных на Землю-1, посчитав бой проигранным. Оливер остаётся последним сражаться в одиночку, и его самопожертвование позволяет спасти ещё миллиард жителей Земли-38. На Земле-1 все прощаются с умирающим Оливером, тогда как Монитор признаётся, что не так предвидел его кончину. Появляется «Нэш» Уэллс, который превратился в Парию, когда освободил Анти-Монитора, и говорит всем, что они обречены.                                                     |            |                                                                                    |                     |                                                                                    |                 |                     |
| 97 | 10         | «Эпизод в бутылке» «The Bottle Episode»                                            | Маккирнан Тауния    | Сюжет: Дерек Саймон Телесценарий: Никки Холкомб и Джен Трой                        | 19 января 2020  | 0.84                |
| Брейни внезапно сталкивается со своим двойником, а затем с несколькими другими, включая его женскую версию. Оказывается, они появились вместе с группами беженцев из вселенных, уничтоженных во время Кризиса. Один из двойников Брейни внезапно умирает из-за вируса. В конце концов, становится известно, что виноват один из других двойников Брейни, который упрятал свою Землю в бутыль и желает освободить её, несмотря на риск уничтожения Земли-Прайм. Брейни-женщина пытается уговорить Брейни с Земли-Прайм снять блокираторы, которые он носит на лбу с детства, однако он боится стать бесчувственным злодеем, как многие другие колуанцы. Брейни раскрывает Ние, что его мать упрятала одну планету в бутыль только из-за того, что её сыну понравился снег на этой планете. В ужасе, его отец вернул планету на место и поставил сыну блокираторы, чтобы он никогда не стал таким, как мать. Брейни-злодей отправляется за помощью к криптонианским ведьмам из своей вселенной. Кара, Ния и Брейни сражаются с ними. Ния убеждает Брейни снять блокираторы, и он обретает зелёный цвет кожи и небывалую силу. Он убеждает своего двойника, что сможет найти безопасный способ освободить его Землю. Тот соглашается и позволяет Брейни упрятать и его в бутыль. Ведьмы отправляются с ним. Двое оставшихся двойников Брейни решают отказаться от физических тел и воссоединиться с Большим мозгом на Колу, оставив Брейни свои воспоминания. Брейни-женщина советует ему сотрудничать с Лексом Лютором в борьбе с Левиафаном, однако для этого ему необходимо отказаться от всех личных отношений. Скрепя сердце, Брейни говорит Ние, что не может больше быть с ней. Тем временем, Лекс предлагает Лене, которой Монитор оставил все воспоминания, сотрудничество. То же самое ей предлагает их мать, а также Кара. В конце концов, Лена соглашается работать с Лексом чтобы заполучить новый источник Q-волн. |            |                                                                                    |                     |                                                                                    |                 |                     |
| 98 | 11         | «Назад из будущего. Часть 1» «Back from the Future - Part 1»                       | Дэвид Хэрвуд        | Дэйна Хоган и Кейти Роуз Роджерс                                                   | 26 января 2020  | 0.81                |
| С помощью Брейни, Лекс освобождает из тюрьмы преступного двойника Уинна Шота, который нападает на конвент игрушек под псевдонимом Игрушечник. Уинн с Земли-Прайм клюёт на наживку и возвращается в настоящее, ибо его объявили в розыск за преступления Игрушечника. Он пытается спасти не только свою репутацию, но и свою семью: жену и дочь. Кара, Алекс, Уинн, Ния и Брейни отправляются к Дж'онну и узнают, что он построил новую штаб-квартиру под названием Башня. Дж'онн возвращает Уинну воспоминания о мире до Кризиса. Ния пытается найти злого Уинна, однако видит только как Брейни превращается в белого тигра. Команда узнаёт, что Игрушечник собирается напасть на Андрею во время демонстрации нового товара, так как её семья испортила репутацию его отца на его Земле. Они его останавливают, однако он погибает от взрыва, который сам и устраивает. После этого, Брейни признаётся в своих деяниях Уинну, однако тот его прощает. Тем временем, электронная копия сознания Игрушечника появляется в компьютере в архиве ДЭО. |            |                                                                                    |                     |                                                                                    |                 |                     |
| 99 | 12         | «Назад из будущего. Часть 2» «Back from the Future - Part 2»                       | Алексис Острандер   | Роб Райт и Дж. Холтэм                                                              | 16 февраля 2020 | 0.65                |
| ДЭО узнают, что электронная копия Игрушечника проникла в их системы. Он собирается сбежать в интернет, после чего его уже будет не остановить. Алекс изолирует штаб-квартиру ДЭО, а Уин и Кара отправляются в серверное помещение. Там они узнают, что Игрушечник воспользовался наработками отца Уинна, чтобы скопировать своё сознание. Таким образом, вместе с Игрушечником также существует и его сознание. Отец пытается убедить Уинна, что хочет помочь, однако тот ему не верит. Уинн отправляется внутрь системы и сражается с Игрушечником. Поначалу он проигрывает, однако затем ему помогает отец, позволяя Уинну уничтожить оба электронных сознания. Тем временем, Лекс подходит к Джемме и предлагает ей помощь в завершении проекта «Обсидиан-платиновый». Джемма требует, чтобы Андреа приняла помощь Лены. Алекс подаёт в отставку и решает бороться с Лексом по-своему, тогда как Лекс назначает Брейни новым директором ДЭО. Брейни даёт ему данные о Левиафане. Джемма сообщает Марго, что «ЛюторКорп» теперь в их руках. Кара и Алекс сидят в квартире первой, когда в дверь стучит Мистер Миксиспитлик в новом обличье. |            |                                                                                    |                     |                                                                                    |                 |                     |
| 100 | 13         | «Это Супер Жизнь» «It's a Super Life»                                              | Джесси Уорн         | Сюжет: Роберт Ровнер и Джессика Куэллер Телесценарий: Дерек Саймон и Никки Холкомб | 23 февраля 2020 | 0.66                |
| Миксиспитлик сообщает Каре, что следует судебному постановлению Пятого измерения и желает искупить вину. Он предлагает ей вернуться в прошлое и позволить Каре сообщить ей правду раньше Лекса. Кара соглашается, однако каждая попытка приводит к катастрофическим последствиям. В конце концов, Кара решает рассказать ей правду как только та переехала в Нэшнл-сити. Поначалу, всё идёт хорошо. Супергёрл и Лена успешно спасают город несколько раз и помогают Лене избавиться от репутации Люторов. Однако это приводит к небывалому росту среди Культа Рао. Бен Локвуд, потерявший семью, спрыгнувшую с крыши к надежде, что их спасёт Супергёрл, похищает Лену и требует, чтобы Супергёрл рассказала миру правду о себе. Она это делает, после чего Локвуд убивает всех её близких. Наконец, Кара решает стереть свою дружбу с Леной. Как только она и Миксиспитлик появляются с этой реальности, у него внезапно пропадают способности. Ния спасает их от Хоуп-бота и приводит их в Башню, где их ожидают Алекс, Дж'онн, Уинн, Мон-эл и Келли. Кара узнаёт, что в этой реальности, Лена стала жестокой, убила брата, и заполучила энергию Пятого измерения для создания Хоуп-ботов и взятия под контроль Рейн и Брейни. С их помощью, она держит весь город в кулаке. Пока герои сражаются с Рейн и Брейни, Кара пытается договориться с Леной, которая оказывается киборгом-Металло. Миксиспитлик находит головной убор Шляпы, который он проиграл ему в карты, и возвращает реальность на место. Кара бросает попытки изменить историю и благодарит Миксиспитлика за всё то, что он ей показал. Она отправляется к Лене и говорит ей, что больше не будет перед ней распинаться. Лена может либо принять ей извинения, либо нет. Но если она решит и дальше работать с Лексом, то будет в глазах Кары обычным злодеем.                                                                                             |            |                                                                                    |                     |                                                                                    |                 |                     |
| 101 | 14         | «Телохранитель» «The Bodyguard»                                                    | Грегори Смит        | Сюжет: Линдси Стурман Телесценарий: Эмилио Ортега Олдрич и Чарлдер Смидт           | 8 марта 2020    | 0.67                |
| Брейни сообщает Лексу, что члены Левиафана прибыли с планеты в той же системе, что и Криптон, и что им необходимо найти свой криптонит для них. Супергёрл спасает Андрею от покушения, так что Лекс посылает её охранять Андрею, чтобы запуск «Обсидиана-платинового» прошёл успешно. По описанию энергии во время покушения, Дж'онн определяет нападавшего как члена расы хлорофилиан. Лена опробовает свою программу на заключённых тюрьмы «Остров Страйкера», однако они начинают вырабатывать чувства мести. Алекс и Дж'онн отправляются на ферму, где проживает хлорофилианин по имени Тодд, однако оказывается, что Тодд мёртв, а его вдова Эми желает отомстить корпорации «Обсидиан» за то, что его уволили когда он стал зависимым от виртуальной реальности. Алекс и Дж'онн спасают работников, а Супергёрл убеждает Эми остановиться. Андреа возвращается в свой кабинет и забирает медальон Акраты. Лекс предлагает Джемме сделку, желая встретиться с её людьми. |            |                                                                                    |                     |                                                                                    |                 |                     |
| 102 | 15         | «Байты реальности» «Reality Bytes»                                                 | Армен В. Кеворкян   | Дэйна Хоган и Джей Фаербер                                                         | 15 марта 2020   | 0.68                |
| 103 | 16         | «Алекс в Стране чудес» «Alex in Wonderland»                                        | Тауния Маккирнан    | Сюжет: Роб Райт Телесценарий: Джесс Кардос и Марико Тамаки                         | 22 марта 2020   | 0.65                |
| Джеремайя Дэнверс обнаружен мёртвым. Алекс отказывается ехать на похороны и сердится на всех и вся. Она использует виртуальные линзы, чтобы войти в фантазию, в которой она является Супергёрл. Пользователи виртуалки постепенно теряют свою личность и считают виртуальный мир настоящим. Их настоящие глаза наливаются красным. Алекс тоже начинает теряться в виртуалке и не может найти выход. |            |                                                                                    |                     |                                                                                    |                 |                     |
| 104 | 17         | «Бог из машины Лекса» «Deus Lex Machina»                                           | Мелисса Бенойст     | Сюжет: Линдси Стурман Телесценарий: Кэти Роуз Роджерс и Брук Пол                   | 03 мая 2020     | 0.61                |
| 105 | 18         | «Потерянная связь» «The Missing Link»                                              | Эви Йобиан          | Дэйна Хоган и Джей Холтэм                                                          | 10 мая 2020     | 0.62                |
| 106 | 19         | «Бессмертная битва» «Immortal Kombat»                                              | Дэвид Хэрвуд        | Сюжет: Дерек Саймон Телесценарий: Эмилио Ортега Олдрич и Никки Холкомб             | 17 мая 2020     | 0.65                |

### Сезон 6 (2021)
| № общий | № в сезоне | Название                                                               | Режиссёр            | Автор сценария                                                                       | Дата премьеры    | Зрители в США (млн) |
| --- | ---------- | ---------------------------------------------------------------------- | ------------------- | ------------------------------------------------------------------------------------ | ---------------- | ------------------- |
| 107 | 1          | «Перерождение» «Rebirth»                                               | Джесси Уорн         | Сюжет: Джессика Квеллер и Роберт Ровнер Телесценарий: Джессика Кардос и Джей Фаербер | 30 марта 2021    | 0.73                |
| Брэйниак оказывается на волосок от полного уничтожения после совершения попытки помешать Лексу достичь своей цели. Главная героиня вместе со своими товарищами отчаянно пытается спасти его. Недавно она одержала нелегкую победу над Левиафаном. Теперь защитница мира может обратить свое внимание на Лютера, который пытался одним махом зомбировать половину населения планеты, сделав себя их кумиром. Вскоре героиня осознает, что единственный способ окончательно остановить этого негодяя для неё – это принести свою жизнь в жертву ради спасения мира. |            |                                                                        |                     |                                                                                      |                  |                     |
| 108 | 2          | «Несколько хороших женщин» «A Few Good Women»                          | Джесси Уорн         | Сюжет: Джессика Квеллер и Роберт Ровнер Телесценарий: Джессика Кардос и Джей Фаербер | 06 апреля 2021   | 0.69                |
| 109 | 3          | «Призрачные угрозы» «Phantom Menaces»                                  | Садс Сазерленд      | Дэна Хорган и Эмилио Ортега Олдрич                                                   | 13 апреля 2021   | 0.59                |
| 110 | 4          | «Потерянные души» «Lost Souls»                                         | Алисс Лейте-Роджерс | Никки Холкомб и Карен Масер                                                          | 20 апреля 2021   | 0.59                |
| 111 | 5          | «Выпускной вечер» «Prom Night»                                         | Александра Ля Роше  | Роб Райт и Джесс Кардос                                                              | 27 апреля 2021   | 0.50                |
| 112 | 6          | «Снова выпускной!» «Prom Again!»                                       | Кайлер Ли           | Роб Райт и Джесс Кардос                                                              | 4 мая 2021       | 0.62                |
| 113 | 7          | «Узел страха» «Fear Knot»                                              | Дэвид Хэрвуд        | Джей Холтэм и Элли Липсон                                                            | 11 мая 2021      | 0.47                |
| 114 | 8          | «С Возвращением, Кара!» «Welcome Back, Kara!»                          | Армен В. Кеворкян   | Дана Хорган & Джей Фэербер                                                           | 24 августа 2021  | 0.56                |
| 115 | 9          | «Ткач снов» «Dream Weaver»                                             | Шеннон Коли         | Карен Мэйсер & Эмилио Ортега Олдрич                                                  | 31 августа 2021  | 0.59                |
| 116 | 10         | «И я поднимаюсь» «Still I Rise»                                        | Джесси Уарн         | Сюжет: Джессика Кардос Телеадаптация: Джен Трой & Никки Холкомб                      | 7 сентября 2021  | 0.48                |
| 117 | 11         | «Mxy в середине» «Mxy in the Middle»                                   | Глен Винтер         | Сюжет: Роб Райт Телеадаптация: Чандлер Шмидт & Эль Липсон                            | 14 сентября 2021 | 0.40                |
| 118 | 12         | «Слепые зоны» «Blind Spots»                                            | Дэвид Рэмси         | Дж. Холтэм & Ази Тесфай                                                              | 21 сентября 2021 | 0.48                |
| 119 | 13         | «Перчатка» «The Gauntlet»                                              | Тауния Маккирнан    | Сюжет: Дана Хорган Телеадаптация: Брук Пол & Джей Фербер                             | 28 сентября 2021 | 0.40                |
| 120 | 14         | «Магическое мышление» «Magical Thinking»                               | Саймон Барнетт      | Карен Мэйсер & Дерек Саймон                                                          | 5 октября 2021   | 0.42                |
| 121 | 15         | «Надеюсь на завтрашний день» «Hope for Tomorrow»                       | Тауния Маккирнан    | Сюжет: Роберт Л. Ровнер Телеадаптация: Эмилио Ортега Олдрич & Никки Холкомб          | 12 октября 2021  | 0.38                |
| 122 | 16         | «Кошмар в городе» «Nightmare in National City»                         | Эрик Дин Ситон      | Неизвестно                                                                           | 19 октября 2021  | 0.42                |
| 123 | 17         | «Я верю в то, что называют любовью» «I Believe in a Thing Called Love» | Джесси Уорн         | Неизвестно                                                                           | 26 октября 2021  | 0.45                |
| 124 | 18         | «Правда или последствия» «Truth or Consequences»                       | Дэвид Макуиртер     | Неизвестно                                                                           | 2 ноября 2021    | 0.40                |
| 125 | 19         | «Последнее испытание» «The Last Gauntlet»                              | Глен Винтер         | Неизвестно                                                                           | 9 ноября 2021    | 0.59                |
| 126 | 20         | «Кара» «Kara»                                                          | Джесси Уорн         | Неизвестно                                                                           | 9 ноября 2021    | 0.49                |